# Schlangen
Schlangen (Singular Schlange, von mittelhochdeutsch slange; zu slingen, sich winden, sich krümmen, schlingen, schleichen; altgriechisch ὄφεις ópheis; lateinisch serpentes, verwandt mit altgriechisch ἕρπειν herpein, deutsch ‚kriechen‘) sind eine Unterordnung der Schuppenkriechtiere. Sie stammen von echsenartigen Vorfahren ab. Gegenüber diesen ist der Körper stark verlängert und die Extremitäten wurden fast völlig zurückgebildet. Heute sind über 4000 Arten beschrieben. Mit Ausnahme der Arktis, Antarktis, Permafrostgebieten und einigen Inseln sind sie weltweit in allen Lebensräumen anzutreffen.
Schlangen spielen in der Kulturgeschichte und Mythologie und darauf aufbauend auch in der Kunst und Literatur eine große Rolle: So verführte in der alttestamentlichen Schöpfungsgeschichte der Bibel eine Schlange Adam und Eva dazu, die Frucht vom Baum der Erkenntnis zu kosten. Der von einer Schlange umwundene Stab des Asklepios in der griechischen Mythologie (Äskulapstab) ist bis heute das Symbol der medizinischen und pharmazeutischen Berufe.

## Merkmale

### Äußeres Erscheinungsbild
Alle Schlangen besitzen einen länglichen und dünnen Körper und haben bis auf wenige Ausnahmen ihre Gliedmaßen vollständig verloren. Lediglich bei den evolutionär gesehen primitiven Schlangen, wie beispielsweise den Roll- und Blindschlangen, sind zum Teil Reste des Beckengürtels und kurze Aftersporne zu finden. Von Art zu Art können sich die Körperformen stark unterscheiden. Einige Schlangen können eher untersetzt aussehen und haben einen dicken Körper mit kurzem Schwanz, so zum Beispiel die Gabunviper (Bitis gabonica), während andere sehr gleichmäßig nach hinten dünner werden, beispielsweise die Raue Grasnatter (Opheodrys aestivus). Im Querschnitt variieren sie von rund oder oval bis dreieckig. Fast immer ist der Bauch abgeflacht. Die Größe ausgewachsener Schlangen schwankt artabhängig sehr stark zwischen 10 Zentimetern bei der Schlankblindschlange Tetracheilostoma carlae und fast 7 Metern beim Netzpython (Python reticulatus).
Im Unterschied zu den Schleichen (Anguidae), die mehrere Reihen von Bauchschilden aufweisen, haben Schlangen nur eine Reihe davon. Des Weiteren weist ihr Rostralschild am unteren Rand eine kleine Kerbe auf (die sogenannte Rostralkerbe), die es ihnen ermöglicht zu züngeln, ohne das Maul dafür öffnen zu müssen. Schleichen haben diese Kerbe nicht. Auch besitzen Schlangen im Gegensatz zu den Schleichen keine Augenlider, ihre Augen werden komplett von einer durchsichtigen Schuppe bedeckt. Die Schleichen sind außerdem fähig zur sogenannten Autotomie, bei Gefahr können sie ihren Schwanz abwerfen. Auch diese Fähigkeit unterscheidet sie von den Schlangen, wobei bei einigen evolutionär alten, unterirdisch lebenden Schlangenarten ebenfalls der Schwanz abbrechen kann, allerdings handelt es sich dort um einen passiven Vorgang, und zudem wächst er nicht mehr nach.
Ein ausgesprochen auffälliger Geschlechtsdimorphismus kommt nur sehr selten vor; so weisen zum Beispiel weibliche Kreuzottern (Vipera berus) eine eher braune bis rötliche Färbung ohne sonderlich kontrastreiches Muster auf, die Männchen sind eher grau gefärbt und ihre Zeichnung hebt sich kontrastvoll von der Grundfarbe ab. Als weiteres Beispiel seien verschiedene Schuppenformen genannt: die Weibchen der Sipo (Chironius carinatus) haben glatte Schuppen, während die der männlichen Tiere gekielt sind. Weitere geschlechtsbedingte Unterschiede lassen sich nur im direkten Vergleich feststellen: Die Weibchen sind in der Regel etwas größer und umfangreicher als die Männchen, allerdings kann es auch umgekehrt sein. Der Schwanzansatz hinter der Kloake stellt ein gutes Unterscheidungsmerkmal dar. Während er sich bei den Männchen sehr gleichmäßig verjüngt, ist bei den Weibchen ein Absatz zu erkennen.
Schlangen verfügen über eine große Zahl an Farb- und Zeichnungsvarianten. Sie umfassen alle Farben des Spektrums und können einfarbig, mit wenig gefärbten Schuppen über Streifen-, Leiter- und Karomuster bis hin zu komplexen Farbkombinationen reichen. Einige ungiftige Arten haben im Laufe der Evolution ein ähnliches Muster wie giftige Arten entwickelt, um ihre Feinde zu verwirren und sich zu schützen (Mimikry). Auch bei Schlangen treten gelegentlich besondere Pigmentierungen wie Albinismus und Melanismus auf.

### Haut
Schlangenhaut besteht aus drei Schichten: der Epidermis (Oberhaut), der Dermis (Lederhaut) und der Subdermis (Unterhaut). Alle Schichten erfüllen verschiedene Funktionen. So besteht die Epidermis aus keratinhaltigen Zellen, die eine dichte und flexible Hornschicht ausbilden. Diese ist in Form von Schuppen angeordnet. Die Epidermis stellt die Barriere zwischen Schlangenkörper und Umwelt dar, durch sie ist das Tier vor schädlichen Umwelteinwirkungen recht zuverlässig geschützt. In der Lederhaut befinden sich Nervenenden, kollagenhaltiges Bindegewebe, Blutgefäße und Pigmentzellen (Chromatophoren). Hier empfängt die Schlange Tastsinneseindrücke und durch die hier gelagerten Pigmente erhält sie ihre Färbung. Die Subdermis enthält Fettkörper, in denen Energiereserven gespeichert werden, beispielsweise für die Winterruhe oder, bei ovoviviparen Schlangen, für die Zeit der Trächtigkeit.

#### Schuppen

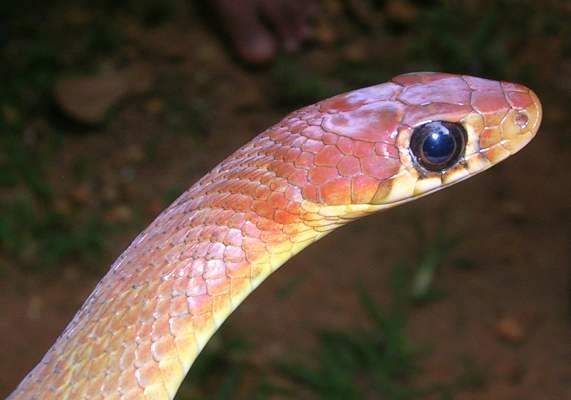
Unterschiede der Kopf- und Körperschuppen bei Amphiesma monticola

Schlangenschuppen werden in Kopf- und Körperschuppen unterteilt. Bei einigen Arten (beispielsweise Nattern) sind die Kopfschilde im Verhältnis zu den Körperschuppen recht groß und können als Bestimmungsmerkmal dienen. In der Draufsicht lassen sich sechs verschiedene Kopfschilde feststellen: Scutum rostrale (Schnauzenschild, in der Regel einmal vorhanden), Scutum internasale (Zwischennasenschild, zweimal), Scutum praefrontale (Vorderstirnschild, zweimal), Scutum frontale (Stirnschild, einmal), Scutum supraoculare (Überaugenschild, zweimal) und Scutum parietale (Scheitelschild, zweimal). Auch in der Seitenansicht des Kopfes gibt es diverse Schildegruppen, die in ihrer Schuppenzahl jedoch von Art zu Art sehr stark variieren können. Dies sind: Scutum nasale (Nasenschild), Scutum loreale (Zügelschild), Scutum praeoculare (Voraugenschild), Postoculare (Hinteraugenschild), Scutum temporale (Schläfenschild), Scutum supralabiale (Oberlippenschild), Scutum sublabiale (Unterlippenschild) und Scutum suboculare (Unteraugenschild). Bei vielen anderen Arten (beispielsweise den Vipern) ist die eben vorgestellte Kopfbeschuppung jedoch in viele kleine Schuppen fragmentiert.

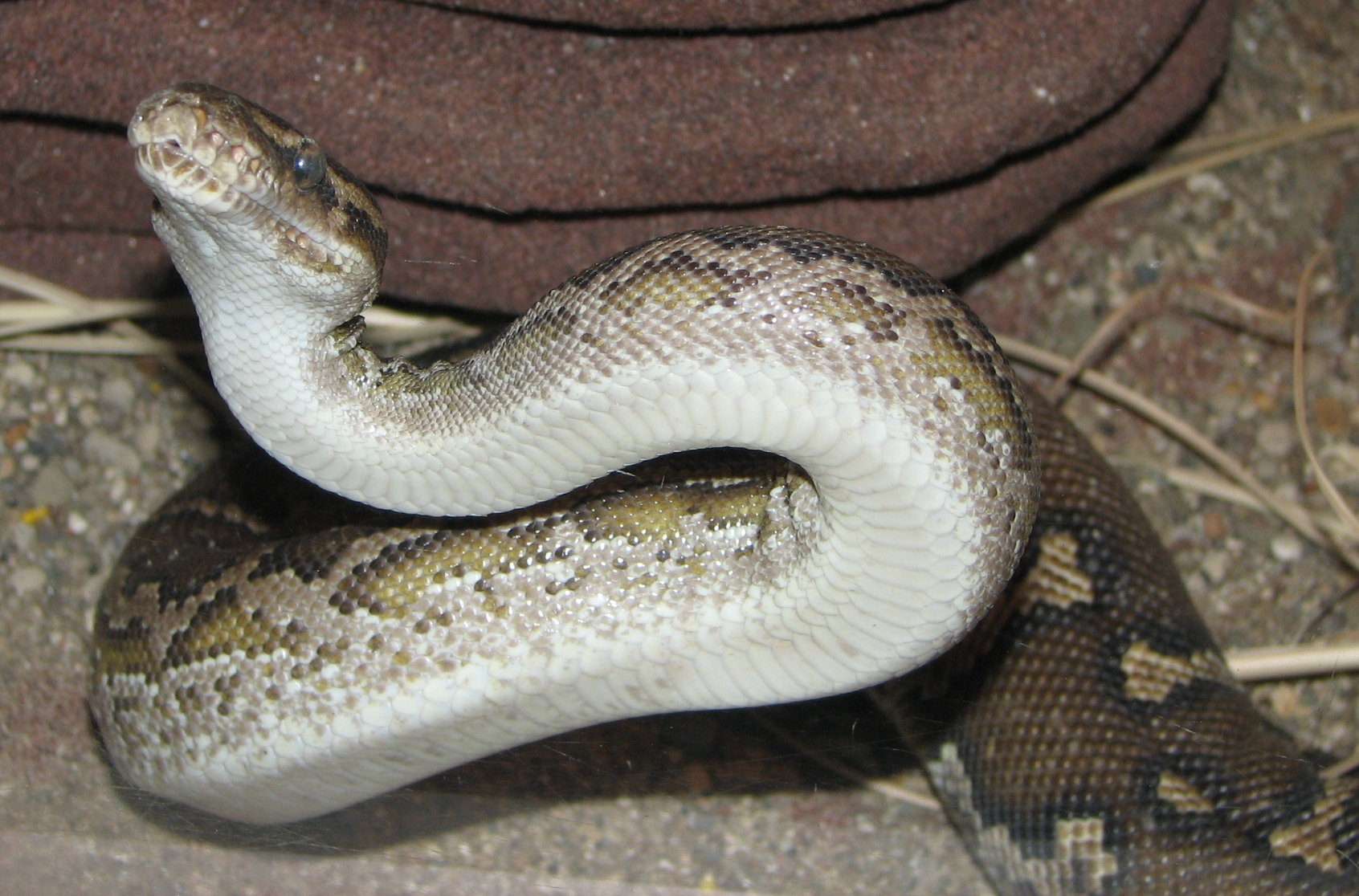
Bauchschuppen eines Angolapython (Python anchietae)

Die kleinen Körperschuppen auf dem Rücken und der Seite sind üblicherweise in Form von Längsreihen angeordnet und überlappen die jeweils hinter ihnen liegende Schuppe. Auch hier gibt es Ausnahmen wie manche Seeschlangen, deren Schuppen sich nicht überlappen, sondern nebeneinander angeordnet sind; dies schafft den Vorteil, dass sich marine Hautparasiten nicht gut festsetzen können. Am Bauch ziehen sich die Schuppen einmal quer über die gesamte Körperbreite, Schlangen haben also nur eine Reihe von Bauchschuppen. Auch hier überlappen die Schuppen die jeweils dahinter liegenden.
Schuppen können sehr unterschiedlich gestaltet sein, so gibt es glänzende, matte, glatte oder auch gekielte Exemplare. Einige erfüllen sehr spezielle Funktionen; das vermutlich bekannteste Beispiel stellt hier die Schwanzrassel der Klapperschlangen dar; diese besteht aus speziellen, zu Hornringen umgeformten Schuppen.
Eine besondere Schuppe ist allen Schlangenarten gemein: diese ist durchsichtig und dient dem Schutz des Auges. Schlangen haben keine Augenlider, ihre Augen sind komplett von besagter Schuppe bedeckt. Unter Augenlider könnten Schmutz oder andere Fremdkörper dringen, deren sich die Tiere nicht mehr entledigen könnten.

#### Häutung

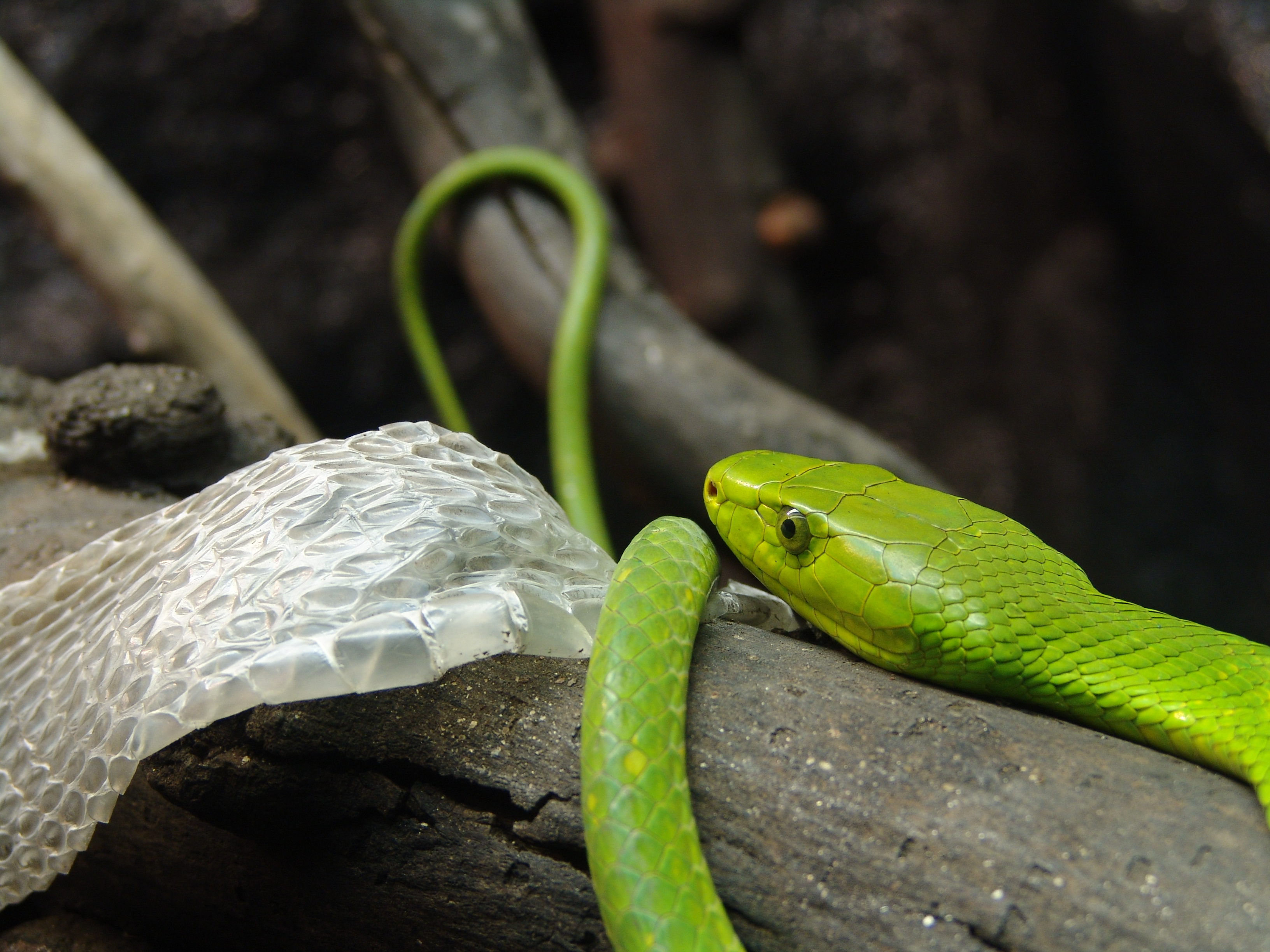
Eine Gewöhnliche Mamba (Dendroaspis angusticeps) mit abgestreifter Haut

Weil Schlangen, wie alle Reptilien, auch nach erreichter Geschlechtsreife lebenslang weiterwachsen, ihre Haut jedoch nicht kontinuierlich abgeschuppt wird, wie zum Beispiel bei den Säugetieren, müssen sie sich regelmäßig komplett häuten. Dabei dringt Luft unter die absterbende Hornschicht und löst sie dadurch langsam vom Rest ab, was an einer Trübung beziehungsweise Mattfärbung der Tiere und besonders der Augen zu erkennen ist. Darunterliegende Hautzellen wachsen, bilden eine neue Hautschicht und verhornen kurze Zeit später. Hierdurch steht das Tier nie eventuellen Einwirkungen von außen schutzlos gegenüber. Ist die Verhornung der neuen Haut abgeschlossen, beginnt die Schlange ihre Schnauze an einem scharfen oder spitzen Gegenstand zu reiben. Die alte Haut reißt auf und die Schlange versucht, sich beim Kriechen durch enge Spalten oder Astgabeln sowie um Äste oder Ähnliches herum, von ihr zu befreien. Nach der Häutung besitzen die Tiere wieder eine feste und klar gefärbte Haut. Auch die Hornhaut der Augen, die mit abgeschuppt wird, ist jetzt wieder klar. Die alte Haut, die Exuvie, auch „Natternhemd“ genannt, bleibt zurück.

### Knochenbau
Die bei Schlangen vorhandenen Knochen lassen sich grob in drei Gruppen einteilen: Schädelknochen, Wirbel und Rippen. Die bereits erwähnten Beckengürtelknochen sind rudimentär und erfüllen keine weitere Funktion. Ebenfalls nicht vorhanden sind Schultergürtel und Brustbein.

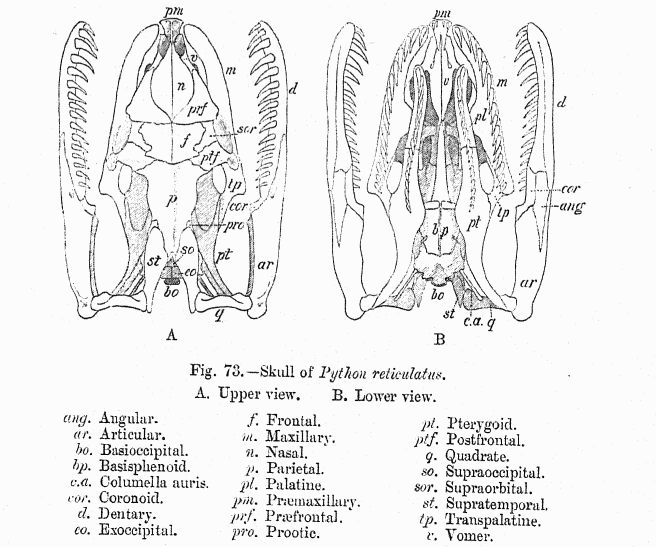
Schädelknochen und Zahnreihen eines Python

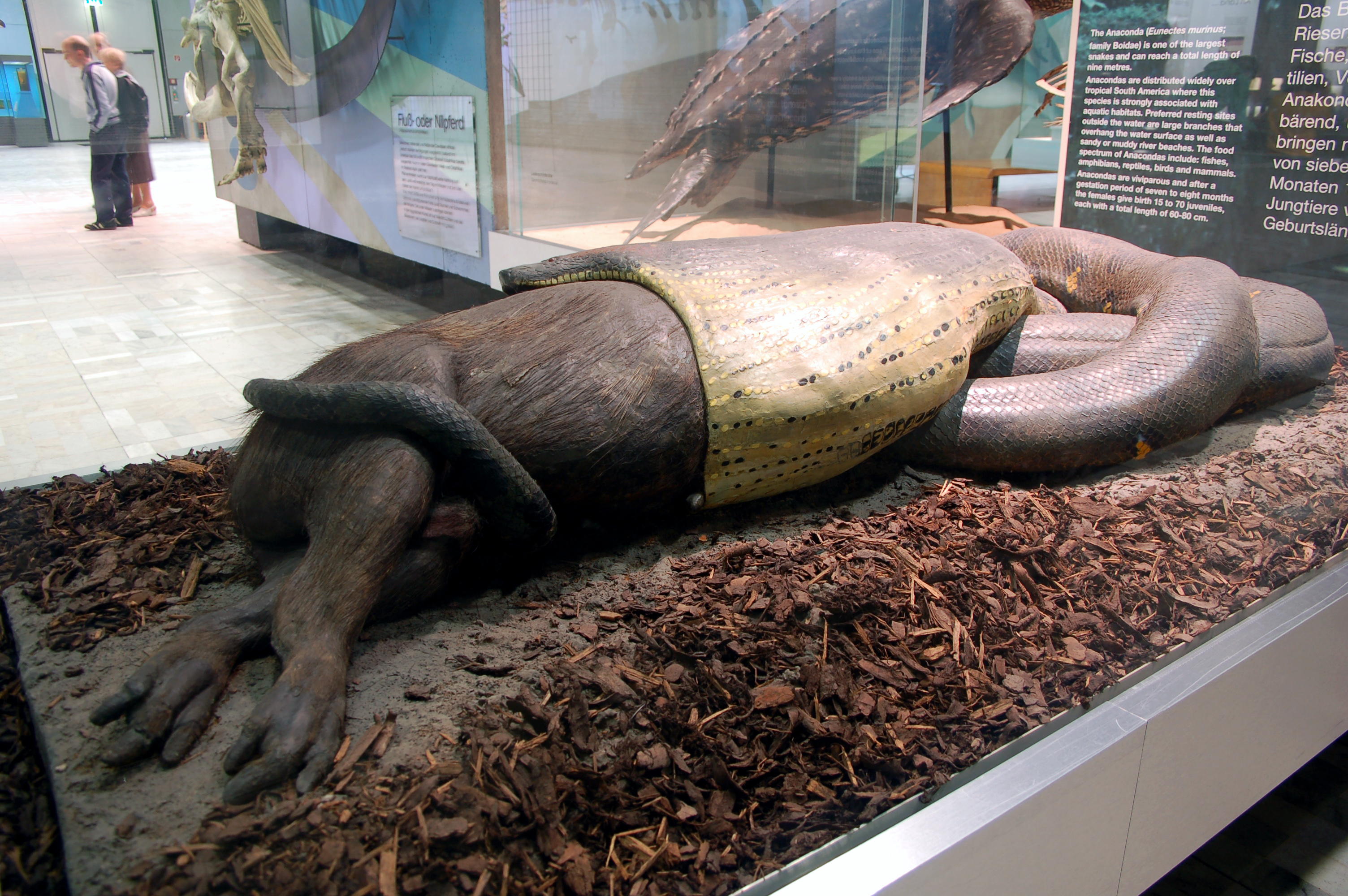
Durch ein Präparat illustrierte Dehnbarkeit der Schädelstrukturen

Der Schlangenschädel ist sehr beweglich konstruiert. Da die Kiefer- und Gaumenknochen nicht miteinander verwachsen, sondern nur durch Bänder verbunden und stark verschiebbar sind, kann das Maul sehr weit geöffnet werden. Dies ermöglicht den Tieren, auch größere Beutetiere in einem Stück zu verschlingen. Der Oberkiefer besteht aus folgenden Knochen: Praemaxillare (als einziger fest, über dem Praefrontale, mit Schädel verbunden), Maxilla, Flügelbein, Quergaumenbein und Gaumenbein. Der Unterkiefer besteht aus zwei Unterkieferbögen. Es befinden sich ein Zahnbogen im Unter- und zwei im Oberkiefer (ein innerer und ein äußerer). Diese beiden Bögen sind analog dem Unterkiefer zweigeteilt. Die äußere Zahnreihe wird für den Fang und das Festhalten der Beute genutzt, die innere dient dem Transport derselben in die Speiseröhre. Dabei schieben sich linker und rechter Bogen abwechselnd nach vorne, greifen die Beute, schieben sich mit dieser nach hinten und lösen sich von ihr, um wieder nach vorne zu gleiten und neu zu beginnen. Da sämtliche Kieferknochen relativ unabhängig voneinander bewegt werden können, müssen sie nach jedem Biss oder Beuteverschlingen durch mehrmaliges Öffnen und Schließen des Mauls wieder „sortiert“ werden.
Die Anzahl der Wirbel ist auf rund 200 bis maximal 435 erhöht. Die Wirbelkörper sind über eine Bandscheibe und ein Gelenk miteinander verbunden. Die Gelenkpfanne liegt vorne am Wirbel, der Gelenkkopf hinten. Innen führen sie in einem Kanal das Rückenmark und Blutgefäße. Zwar sind zwei Wirbel zueinander nicht zu einer besonders starken Biegung oder Drehung fähig (da hierbei Gefahr bestünde, das Rückenmark zu verletzen oder zu zerreißen), aber aufgrund der hohen Wirbelanzahl sind die Tiere sehr beweglich (mit etwa 40 Wirbeln kann eine Biegung von etwa 60° erreicht werden). Jeder Wirbel, mit Ausnahme der Hals- und Schwanzwirbel, trägt ein Rippenpaar. Die Rippen sind über ein Gelenk mit den Wirbeln verbunden und enden frei. Das Gelenk erlaubt eine aus der Normalposition heraus rückenwärts gerichtete Bewegung und eine daraus resultierende Verbreiterung des Körpers. Neben den extrem beweglichen Schädelknochen ist dies eine weitere Voraussetzung für die Schlangen, Beutetiere mit einem größeren Durchmesser als ihrem eigenen zu verschlingen.

### Zähne
Die Zähne der Schlangen sind nicht zum Kauen bestimmt, sondern dienen nur dem Festhalten der Beute oder, im Falle von Giftzähnen, der Injektion von Toxinen. Sie sitzen nur lose auf dem Kiefer auf und sind nicht fest mit ihm verwachsen. Alle Zähne sind nach hinten gerichtet; versucht ein Beutetier, sich aus dem Biss der Schlange zu befreien, bohren sich die Zähne nur noch tiefer in seinen Körper. Bricht ein Zahn ab, so wird er ersetzt. Meist sind schon Reservezähne hinter den bestehenden angelegt, so dass der Ersatz in relativ kurzer Zeit zur Verfügung steht.
Bei Schlangen findet man vier unterschiedliche Typen der Bezahnung:
- aglyph: Derart bezahnte Schlangen besitzen keine Giftzähne. Alle Zähne sind etwa gleich groß, haben die gleiche Form und sitzen gleichmäßig im Kiefer verteilt. Es gibt keine Besonderheiten der Zähne wie bei den anderen drei Bezahnungstypen. Zu diesen ungiftigen Schlangen gehören die Eigentlichen Nattern (Colubrinae), Riesenschlangen (Boidae), Blindschlangen (Typhlopidae) und Schlankblindschlangen (Leptotyphlopidae).
- proteroglyph: Bei dieser Art der Bezahnung besitzen Schlangen ein Paar Giftzähne, das im vorderen Bereich des Oberkiefers liegt. Die Giftzähne sind etwas größer und dicker als die restlichen und weisen eine Furche an ihrer Innenseite auf (Furchenzähne). Oberhalb liegen im Bindegewebe die Giftdrüsen; beißt die Schlange zu, wird das Gift über die Furche in den Körper des Beutetieres geleitet. Vertreter der Seeschlangen (Hydrophiinae) und Giftnattern (Elapidae) sind proteroglyph bezahnt; hierzu gehören auch die Schlangen mit den stärksten Giften, wie beispielsweise die Taipane.
- opisthoglyph: Die Struktur der Giftzähne ist vergleichbar mit der Variante proteroglyph, im Gegensatz hierzu sitzt das Giftzahnpaar aber im hinteren Bereich des Oberkiefers. Opisthoglyph bezahnt sind die Trugnattern.
- solenoglyph: Auch bei dieser Bezahnung sitzt ein Giftzahnpaar vorne im Oberkiefer. Allerdings sind die Giftzähne relativ lang (je nach Art zwischen drei und fünf Zentimetern) und liegen daher bei geschlossenem Maul nach hinten eingeklappt in einer Bindegewebsfalte. Die Zähne sind nicht gefurcht, sondern ihr Inneres ist – ähnlich einer Kanüle – von einer Röhre durchzogen, durch die das Gift geleitet wird (Röhrenzähne). Sobald die Schlange ihr Maul zum Biss öffnet, klappen die Giftzähne um etwa 90° nach vorn und können so tief in das Beutetier geschlagen werden. Ein großer Vorteil liegt darin, dass so auch das Gift tief in den Körper eingebracht wird. Rein mechanisch betrachtet ist die solenoglyphe Bezahnung für die Injektion am effektivsten. Alle Vipern (Viperidae) und Grubenottern (Crotalinae) sind mit solchen Röhrenzähnen ausgestattet.

Bezahnung bei Schlangen
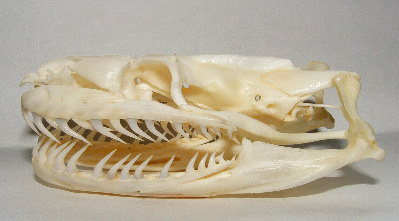
Schädel des aglyphischen Dunklen Tigerpythons
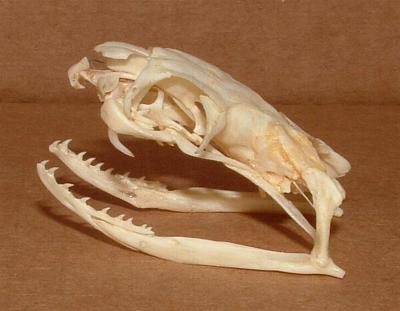
Schädel einer proteroglyphischen Königskobra
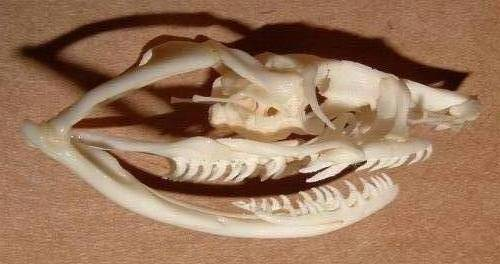
Schädel der opisthoglyphischen Westlichen Hakennasennatter
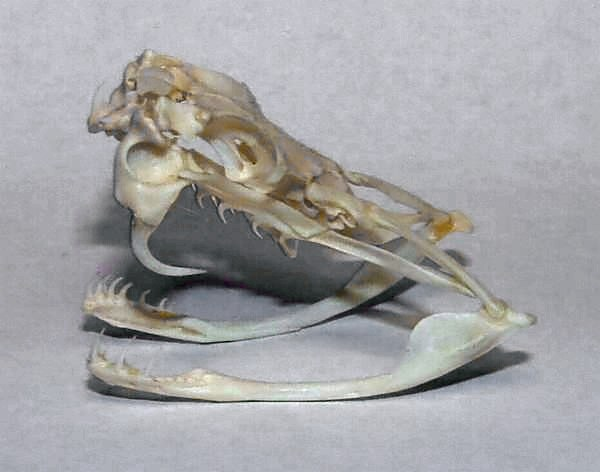
Schädel einer solenoglyphischen Klapperschlange

### Sinnesorgane
Schlangen sind auf verschiedene Weise in der Lage, Reize aus ihrer Umwelt wahrzunehmen und zu verarbeiten. Allen gemein ist die Aufnahme von Gerüchen (flüchtigen Stoffen) über die Nase und nichtflüchtigen Duftstoffen mit ihrer gespaltenen Zunge (nasovomeraler Sinn). Die gespaltene Zunge hat schon in früher Vergangenheit Menschen angeregt, über deren Funktion nachzudenken. Sie wird darin gesehen, chemosensitive Spuren zu erkennen, um Fährten von Pheromonen oder Beutetieren folgen zu können. Die Möglichkeit, gleichzeitig zwei Punkte zu bewerten, verbessert die Fähigkeit zur Differenzierung und erleichtert, Gradienten wahrzunehmen. Im Inneren des Mauls führen sie die Zungenspitzen in das Jacobson-Organ, zwei kleine Vertiefungen am Gaumen. Dort werden die Duftstoffe dann analysiert, ähnlich den Gerüchen im Riechzentrum. Mit den beiden Spitzen können die Schlangen gleichzeitig unterschiedliche Düfte wahrnehmen und daraus räumliche Informationen gewinnen. Dies ermöglicht ihnen das Aufspüren und Verfolgen von Beutetieren oder paarungsbereiten Geschlechtspartnern. Der Zweck des häufigen Züngelns ist folglich die Erforschung ihrer Umgebung.

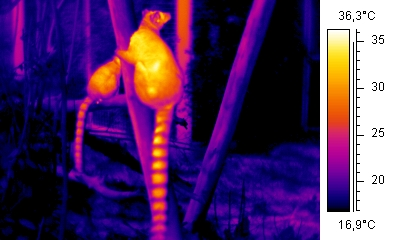
Ähnlich wie auf diesem Wärmebild nehmen einige Schlangen mit Infrarotrezeptoren warmblütige Beutetiere wahr

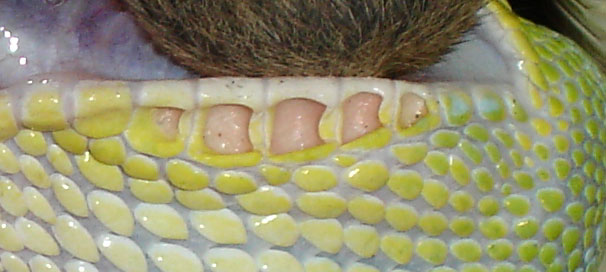
Labialgruben bei einem Python

Einige Arten haben Sinnesorgane zur Wahrnehmung infraroter Strahlung entwickelt. Die Grubenottern besitzen ein Organ (das namensgebende Grubenorgan), mit dem ihnen dies möglich ist. Es handelt sich dabei um eine Sinnesgrube zwischen Auge und Nasenloch, mit Hilfe derer Temperaturunterschiede von bis zu 0,003 °C registriert werden können. Ein ähnliches Organ haben die Riesenschlangen entwickelt, bei ihnen sind dies die Labialgruben. Diese befinden sich in den Schuppenreihen der Ober- und Unterlippe. Sie sind weniger empfindlich als das Grubenorgan und in der Lage, Temperaturunterschiede von bis zu 0,026 °C wahrzunehmen. Beide Infrarot-Sinnesorgane dienen lediglich dem Aufspüren endothermer Beutetiere. Diese heben sich, trotz eventuell vorhandener Tarnfärbung, sehr deutlich von ihrer Umgebung ab; insbesondere nachts, wenn der Unterschied zwischen Umgebungs- und Körpertemperatur noch größer ist als tagsüber. Zum Auffinden ektothermer Beutetiere sind diese Sinnesorgane nicht hilfreich. Hierzu werden nasovomeraler Sinn und Augen eingesetzt.
Die Augen spielen in der Sinneswahrnehmung von Schlangen hauptsächlich bei der Identifikation anderer Schlangen (Rivale oder möglicher Geschlechtspartner), anderer Tiere (Beute oder Fressfeind) und der Orientierung im Raum eine Rolle. Es gibt viele unterschiedlich ausgestattete Augen und dementsprechend ist auch das Sehvermögen der Tiere unterschiedlich gut ausgeprägt. Einige Arten (meist unterirdisch lebende Schlangen) haben nur mit Stäbchen ausgestattete Augen, können also nur Helligkeitsunterschiede von Objekten erkennen, keine Farben. Andere wiederum haben nur Zapfen und können somit Farben wahrnehmen. Diese Arten sind, sofern sie keine Infrarotrezeptoren besitzen, auf Tagaktivität beschränkt. Die am höchsten entwickelte Augenform weist Zapfen und Stäbchen auf; derart ausgestattete Schlangen können theoretisch zu jeder Zeit, auch nachts und in der Dämmerung, aktiv sein. Des Weiteren gibt es dünne und dicke Zapfen, die sich in unterschiedlicher Kombination mit den anderen finden. Deren Funktionsweise ist allerdings bisher nicht geklärt.
Das Gehör von Schlangen nimmt durch die Luft übertragene Schallwellen nur sehr schlecht bis gar nicht wahr, da kein Außenohr vorhanden ist. Sie sind jedoch fähig, mit ihrem Innenohr Erschütterungen des Bodens zu registrieren. Voraussetzung dafür ist, dass der Kopf auf dem Boden aufliegt. Die Erschütterungen werden dann über eine Reihe von Knochen, die mit dem Unterkiefer verbunden sind, ins Innenohr übertragen. Dieser Vorgang ist vergleichbar mit der Weiterleitung akustischer Signale durch die Gehörknöchelchen im Mittelohr der Säugetiere. Da die linke und die rechte Hälfte des Unterkiefers einer Schlange nicht starr, sondern durch flexible Bänder miteinander verbunden ist, können beide Hälften des Unterkiefers unabhängig voneinander in Schwingungen versetzt werden. Dies ermöglicht Schlangen auch eine Richtungswahrnehmung.
Wenn sich ein größeres Lebewesen auf die Schlange zubewegt, kann sie dies anhand der Stärke der Vibrationen einschätzen und ist meist schon in ein Versteck geflüchtet, bevor der potentielle Feind sie erreicht.

### Innere Organe

Schema der Anatomie einer Schlange:
1 Speiseröhre
2 Luftröhre
3 Tracheallunge
4 rudimentäre linke Lunge
5 rechte Lunge
6 Herz
7 Leber
8 Magen
9 Luftsack
10 Gallenblase
11 Bauchspeicheldrüse
12 Milz
13 Darm
14 Hoden
15 Nieren

Das Gehirn befindet sich in der Schädelkapsel. Die meisten ihrer inneren Organe sind der Körperform entsprechend langgestreckt. Der linke Lungenflügel ist außer bei Boidae und Xenopeltidae meist verkümmert oder gar nicht ausgebildet, während sich der rechte über bis zu zwei Drittel der Körperlänge, bei einigen Seeschlangen sogar bis zum After, erstrecken kann. Dies ist auch von außen gut erkennbar, wenn sich der Körper mit jedem Atemzug leicht ausdehnt. Im hinteren Teil geht die Luftröhre in einen Luftsack über (Tracheallunge), aus dem die Schlange in Sondersituationen ihren Sauerstoffbedarf decken kann (beispielsweise während des Verschlingens eines großen Beutetieres, wodurch manchmal die Luftröhre zusammengedrückt wird oder bei Seeschlangen während längerer Tauchgänge). Bei den Seeschlangen dient er zusätzlich als hydrostatisches Organ. Auch die Leber besteht nur noch aus dem rechten Lappen, erstreckt sich aber über den Großteil des Körpers.
Je nach präferiertem Lebensraum befindet sich das einkammerige Herz an unterschiedlicher Position. Bei baumbewohnenden (arborikolen) Schlangen sitzt es in der Nähe des Kopfes, damit auch in senkrechter Position (beispielsweise beim Klettern auf einen Baum) das Gehirn stets ausreichend durchblutet wird. Der hintere Teil des Körpers wird während dieser Zeit durch die Wirkung der Erdanziehungskraft versorgt, hier ist eine Pumpleistung für die Versorgung mit Blut durch das Herz nicht erforderlich. Eine solche Schlange kann die aufrechte Position länger halten als andere Schlangen, muss sich aber immer wieder in die Waagerechte begeben, da sonst ein Blutstau im hinteren Teil des Körpers auftreten kann. Bodenbewohnende Schlangen, die sich nur in Ausnahmefällen wie Drohverhalten, Kommentkämpfen und Ähnlichem aufrichten, haben das Herz etwa nach dem ersten Drittel der Körperlänge. So ist die Blutversorgung des gesamten Körpers gewährleistet und die Schlange ist für eine gewisse Zeit fähig, ihr vorderes Körperdrittel aufzurichten. Seeschlangen haben ihr Herz etwa in der Mitte des Körpers. So sind sie in der Lage, jegliche Position in ihrem Lebensraum einzunehmen. Befindet sich die Schlange in aufrechter oder schräger Position, so wird die Entstehung eines Blutstaus durch den Druck des Wassers von außen, der die Pumpleistung des Herzens unterstützt, verzögert.
Die Speiseröhre ist stark gekräuselt, was eine hohe Dehnbarkeit bewirkt und die Aufnahme großer Beutetiere in den Körper ermöglicht. Anzumerken ist hier, dass die gespaltene Zunge beim Verschlucken keine Rolle spielt, sondern lediglich als Sinnesorgan dient (siehe Kapitel Sinneswahrnehmung). Der Magen ist ebenfalls langgezogen und mit muskulösen Wänden ausgestattet. Er produziert die Verdauungsenzyme und extrem starke Verdauungssäuren, die alles außer Chitin (Insektenpanzer) und Keratin (Haare, Federn und Krallen) angreifen; diese werden mit den Fäkalien ausgeschieden.
Auch die Hoden und Eierstöcke besitzen eine längliche Form. Das Begattungsorgan der männlichen Schlangen ist ein paariger Hemipenis. Dieser ist artabhängig mit Stacheln oder Dornen ausgestattet, die beim Begattungsakt dazu dienen, sich in der Kloake der weiblichen Schlange zu verhaken. Aufgrund des von Art zu Art sehr unterschiedlichen Aussehens des Hemipenis ist dieser ein wichtiges Bestimmungsmerkmal.

## Verbreitung

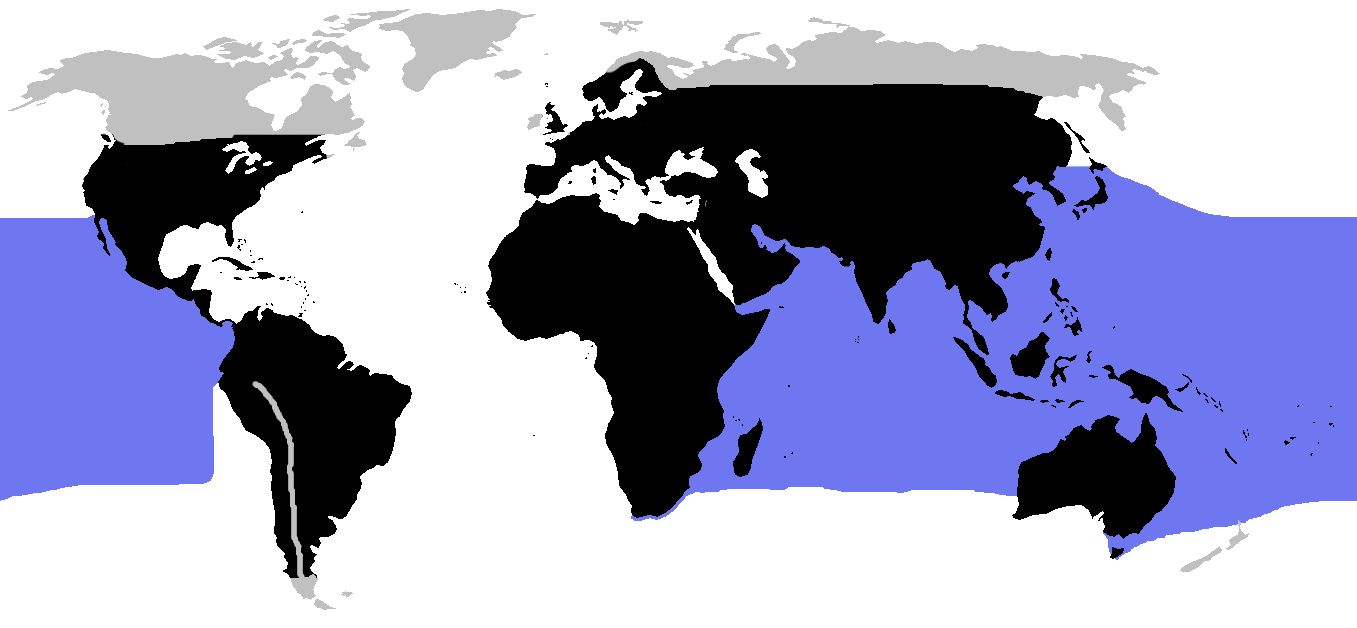
Die weltweite Verbreitung der Schlangen, schwarz: terrestrisch lebende, blau: marin lebende Arten

Schlangen sind fast weltweit verbreitet. Ihre Lebensräume erstrecken sich etwa zwischen 66° nördlicher und 44° südlicher Breite. Außerhalb dieser Breitengrade wurden bisher keine Schlangen beobachtet. Die am weitesten im Norden lebende Schlange ist die Kreuzotter (Vipera berus), die noch im nördlichen Fennoskandinavien vorkommt. Südlichste Verbreitungsgrenze ist Patagonien – dort ist Cenicienta (Bothrops ammodytoides) beheimatet. In vielen entlegeneren Regionen leben auch innerhalb der latitudinalen Verbreitungsgrenzen keine Schlangen. Dies betrifft unter anderem Irland, Island, die Färöer, die Azoren, Bermuda, Neuseeland und Hawaii.

### Lebensräume
Im Laufe ihrer Evolution konnten Schlangen die verschiedensten Lebensräume erobern. So kennt man heute unterirdisch, terrestrisch, aquatil (im Süß- ebenso wie im Salzwasser) und auf Bäumen (arborikol) lebende Arten. Einige stellen auch Mischformen der aufgeführten Lebensweisen dar, wie beispielsweise halbaquatil/halbterrestrisch. Je vielfältiger strukturiert ein Lebensraum ist, je mehr Ressourcen und ökologische Nischen er bietet, desto mehr Schlangenarten konnten sich bisher in ihm entwickeln; die mit Abstand größte Artenvielfalt gibt es daher in den Tropen, viele der hier lebenden Arten sind endemisch. Auch scheinbar lebensfeindliche Gebiete wie Wüsten oder Hochgebirge werden besiedelt.
Je nach Lebensraum weisen die Schlangen unterschiedliche Anpassungen auf. Diese äußern sich zum Beispiel in Form von Aktivitätsrhythmen (Winterruhe in gemäßigten Zonen, ganzjährige Aktivität im tropischen Regenwald) oder in unterschiedlich lange dauernden Sexualzyklen.

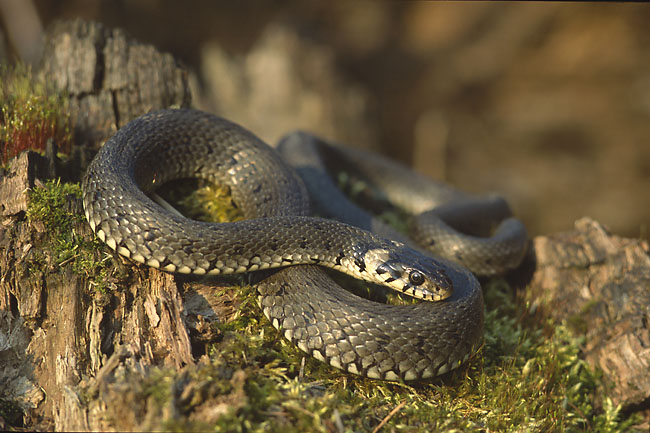
Die Ringelnatter (Natrix natrix) ist eine häufig in Europa anzutreffende ungiftige Schlange.

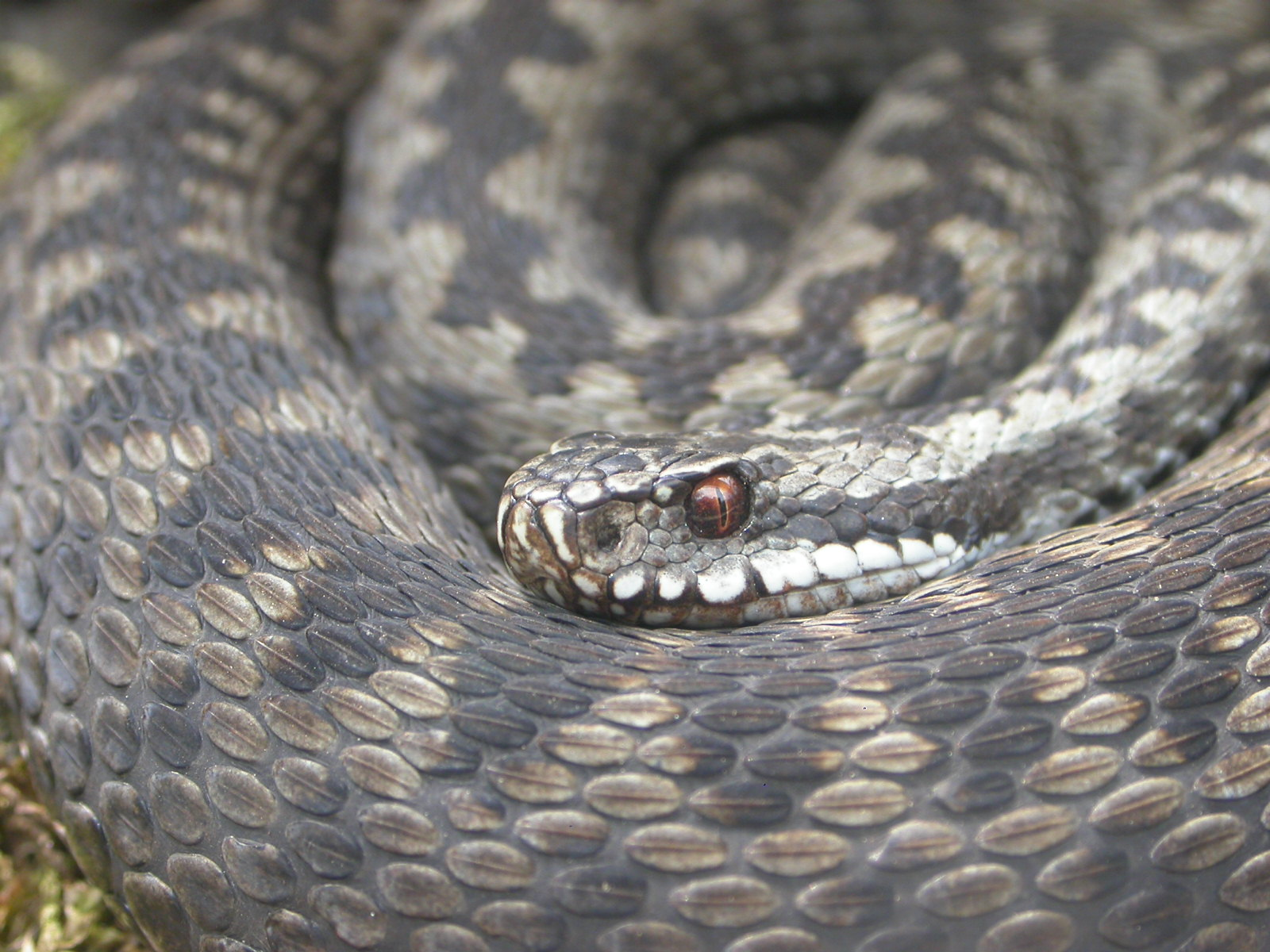
Die Kreuzotter (Vipera berus) ist in Mitteleuropa die häufigste Giftschlange.

### Gefährdung
Aufgrund einer Langzeitstudie wurde 2010 festgestellt, dass während des relativ kurzen Zeitraumes der Studie von 17 Schlangenpopulationen in Großbritannien, Frankreich, Italien, Nigeria und Australien 11 stark zurückgegangen sind. Ähnliches war bisher nur bei Vögeln und Amphibien beobachtet worden. Es werden komplexe Ursachen vermutet, darunter Verschlechterungen des Habitatzustands sowie der Beuteverfügbarkeit. Allerdings gingen auch Schlangenpopulationen in Schutzgebieten zurück, wo die Lebensräume stabil sind. Aufgrund der Korrelation mit Klimadaten könnte die globale Erwärmung eine der Ursachen sein. Wegen der Rolle von Schlangen als Räuber würde ein breiter Populationsrückgang starke Auswirkungen auf viele Ökosysteme haben.

## Lebensweise
Schlangen bevorzugen eine solitäre Lebensweise und haben nur ein schwach ausgeprägtes Sozialverhalten. Sie finden sich nur zu besonderen Gegebenheiten zusammen, nachfolgend sind einige aufgelistet:
- Paarung (siehe auch Kapitel Fortpflanzung)
- An Orten hoher Beutedichte (zum Beispiel ist es für die Strumpfbandnatter (Thamnophis sirtalis) typisch, Orte aufzusuchen, an denen die Metamorphose von Amphibien stattfindet und junge Frösche zu Tausenden das Wasser verlassen)
- Zur Eiablagezeit an günstigen Brutplätzen (diese sind in ihrer Anzahl oftmals begrenzt, daher legen meist mehrere Weibchen gleichzeitig ihre Eier an einem geeigneten Platz ab)
- Schaffung eines günstigen Mikroklimas (beispielsweise bei trächtigen Weibchen zur Sicherung optimaler Bedingungen für die Nachkommen oder auch das Zusammenfinden als sogenannte „Wintergesellschaften“ zur Überwinterung in den gemäßigten Zonen)

Schlangen erheben nur sehr selten Revieransprüche, bekannt ist ein solches Verhalten bei den Mambas (Dendroaspis) während der Paarungszeit. Viele Arten sind standorttreu. Bei anderen konnte man Wanderverhalten beobachten. Dies ist zum Teil jahreszeitlich bedingt (der Wechsel vom Überwinterungsplatz hin zum Ort der sommerlichen Aktivität), zum Teil populationsökologisch (sobald die Populationsdichte in einem Gebiet zu stark steigt, streben die Tiere auseinander). Aus bisher nicht bekannten Ursachen vollziehen einige Schlangen, typischerweise Wüstenbewohner wie die Seitenwinder-Klapperschlange (Crotalus cerastes), scheinbar willkürliche Wanderungen über weite Strecken.

### Fortbewegung

Kriechende Puffotter

Je nach Lebensraum bedienen sich Schlangen unterschiedlicher Arten der Fortbewegung. So sind heute alle terrestrisch lebenden Schlangen in der Lage, zu kriechen und zu schwimmen; eine Ausnahme bilden die unterirdisch lebenden Schlangen, die sich zumeist des Grabens bedienen. Seeschlangen (Hydrophiinae) können sehr gut tauchen, dabei verschließen sie ihre Nasenlöcher und bleiben bis zu einer Stunde lang unter Wasser. Des Weiteren sind einige Arten fähig, zu klettern oder zu springen. Einige Baumschlangen (Schmuckbaumnattern) können sogar über kurze Distanzen durch die Luft gleiten, indem sie beim Sprung von einem Baum zum anderen ihren Körper abflachen, was ihnen eine Art Gleitflug ermöglicht.
Das anfangs erwähnte Kriechen wird von der überwiegenden Anzahl der Schlangen genutzt. Aufgrund der unterschiedlichen Bodensituationen wenden sie hierbei mehrere Techniken an:
- Das Schlängeln ist die häufigste Methode. Dabei drückt sich die Schlange mit ihren kräftigen Muskeln von verschiedenen Gegenständen, wie Stein(ch)en und Ästen auf dem Boden schräg nach vorne ab. Weil sie sich immer von beiden Seiten nach vorne drückt, kompensieren sich die Seitenkräfte und es entsteht eine gerichtete Vorwärtsbewegung. Im Dschungel können sich Schlangen so mit einer Geschwindigkeit von bis zu 6 Kilometer pro Stunde fortbewegen.
- Beim geraden Kriechen bewegt sich die Schlange durch periodisch verlaufende Wellen von Muskelkontraktionen. So wird ein Vorwärtskommen in Röhren und engen Spalten möglich, wenn auch vergleichsweise langsam.

Schematische Animation des Seitenwindens

- Schematische Animation des Seitenwindens Beim Seitenwinden hebt die Schlange ihren vorderen Körper und drückt ihn ein Stück weiter seitlich wieder auf. Gleichzeitig wandern die anderen zwei bis drei Berührungsstellen des Körpers mit dem Boden weiter schwanzwärts. Bei dieser Art der Fortbewegung berührt die Schlange nur mit einem kleinen Teil der Körperoberfläche den Boden. Deshalb ist sie vor allem bei Wüsten bewohnenden Schlangen, die sich durch losen Sand bewegen müssen, anzutreffen.
- Die Ziehharmonika-Bewegung wird auf glatten Untergründen angetroffen, die wenig Halt und Widerstand bieten. Dabei zieht die Schlange ihren hinteren Körperteil heran und legt sich in enge Schleifen. Dann streckt sie den vorderen Körperteil nach vorne und zieht den Rest wieder nach.
- Ferner wird für die Braune Nachtbaumnatter auf Guam die „Lasso-Bewegung“ postuliert, mit deren Hilfe zylinderförmige Objekte mit glatter Oberfläche erklommen werden können. Dabei sind Kopf und vorderer Rumpf gerade nach oben gerichtet, während der restliche Körper in einer Art Schlaufe das Objekt umschließt. Durch wellenartige Bewegungen, die die Schlange durch die „Schlaufe“ laufen lässt, zieht sie sich langsam in dieser Haltung am Objekt hoch.[12]

### Thermoregulation

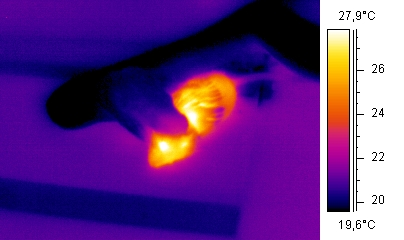
Dieses Wärmebild zeigt eine Schlange beim Biss in eine noch lebende oder vor kurzem getötete Maus. Diese hebt sich durch ihre noch vorhandene Körperwärme deutlich von der Umgebung ab, die wechselwarme Schlange hingegen ist vor dem Hintergrund fast nicht zu erkennen.

Wie alle Vertreter der Klasse Reptilien sind auch Schlangen ektotherm. Sie sind nicht in der Lage, ihre Körpertemperatur durch Stoffwechselwärme auf einem konstanten Niveau zu halten, sondern sind auf Wärmezufuhr von außen angewiesen. Die Aufwärmung des Körpers ist lebensnotwendig, da sämtliche Funktionen temperaturabhängig sind. So kann beispielsweise die Verdauung erst ab einer bestimmten Temperatur (diese ist von Art zu Art verschieden) ablaufen. Auch Bewegung kann nur aufgewärmt erfolgen, bei einer Außentemperatur von 1 bis 9 °C werden praktisch alle Arten bewegungsunfähig.
Diese Lebensweise hat aber auch durchaus Vorteile, denn die Erhaltung der Körpertemperatur beim Warmblüter verbraucht einen sehr großen Teil der Nahrungsenergie. Schlangen benötigen deshalb weniger Nahrung und müssen, je nach Art und Größe der letzten Mahlzeit, nur alle 2 bis 10 Tage (kleine Schlangen) respektive alle 4 bis 10 Wochen (große Schlangen) erneut auf die Jagd gehen.
Obwohl die Tiere ihre Körperwärme nicht selbstständig erzeugen können, sind sie doch in der Lage, diese in einem gewissen Maße zu regulieren. Die Körpertemperatur wird auf einem möglichst konstanten Niveau einreguliert, das mit dem optimalen Ablauf sämtlicher Körperfunktionen im Einklang ist. Denn zu viel Wärme ist ebenso gefährlich wie zu wenig. Bei zu hohen Temperaturen können beispielsweise Enzyme denaturieren und damit bestimmte biochemische Körperfunktionen nicht mehr ausgeführt werden, was zum Tode führen kann. Es gibt sowohl diverse generelle thermoregulatorische Verhaltensweisen, als auch spezielle zum Aufwärmen und Abkühlen.
- Generell (Konstanthaltung der Temperatur): Durch Zusammenrollen erreicht die Schlange eine Verringerung der Wärmeaustauschfläche, so schützt sie sich gleichzeitig vor zu hohen Wärmeverlusten wie auch vor Überhitzung. Ebenso ist das Tier fähig, seine Blutgefäße zu weiten und zu verengen, gleichzeitig kann es den Blutdruck absenken oder erhöhen. So kann es die Wärmeabgabe und -aufnahme steuern. Unterirdisch lebende Schlangen regulieren ihre Körpertemperatur über die Höhe der Erdschicht, in der sie sich aufhalten. Bei Gefahr der Überhitzung graben sie sich tiefer ein, droht Unterkühlung, graben sie sich weiter nach oben.

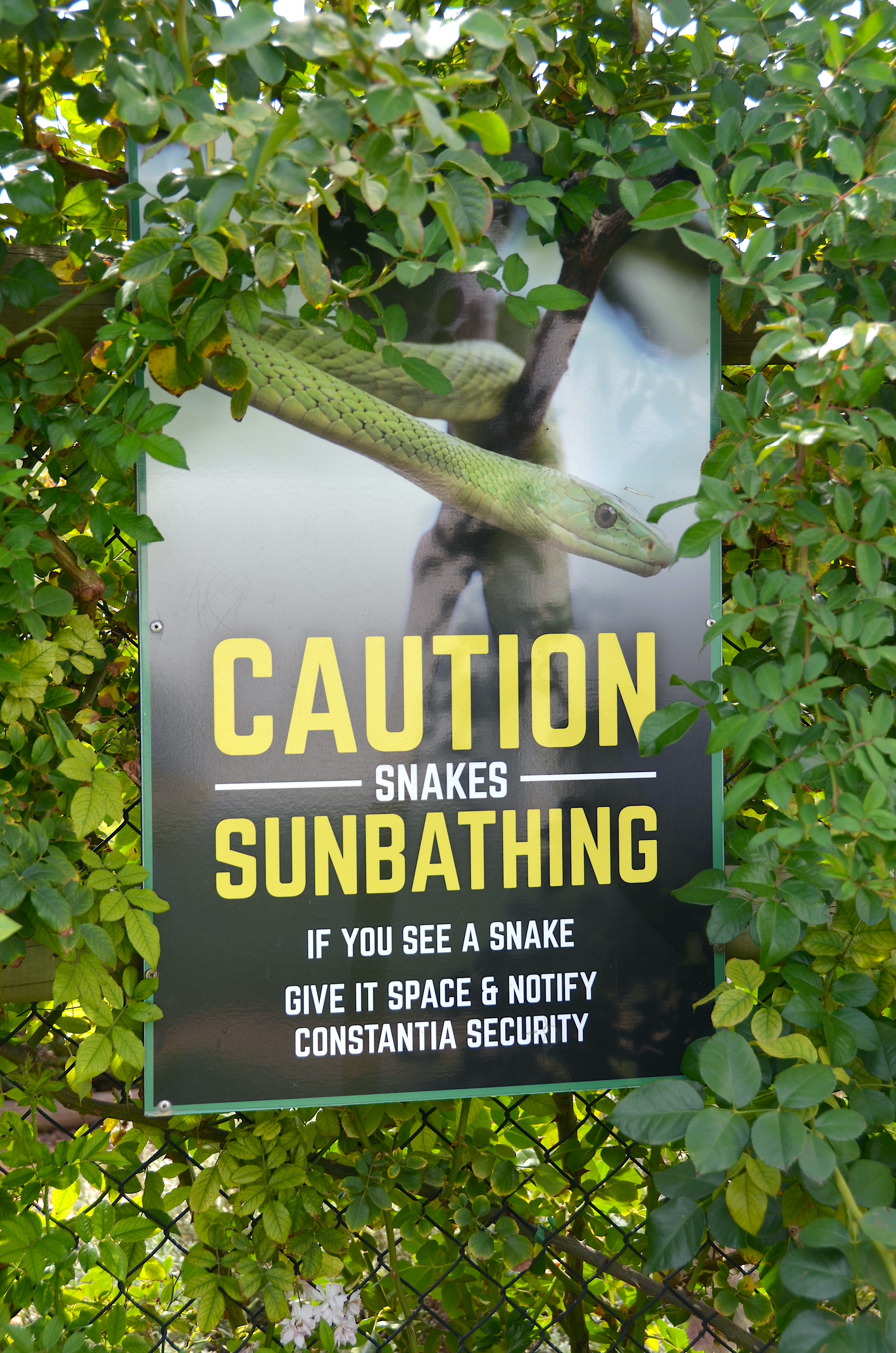
Warnschild: Schlangen beim Sonnenbaden

- Wärmen: Die gängigste und schnellste Methode ist das Sonnenbaden. Hierbei setzt die Schlange eine möglichst große Körperfläche der direkten Sonneneinstrahlung aus. Einige Arten, beispielsweise die Kreuzotter (Vipera berus), können hierzu sogar ihren Körper abflachen und so die bestrahlte Fläche vergrößern. Des Weiteren bedienen sich die Tiere der Substratwärmeleitung. Sie legen sich auf aufgeheizten Boden oder Steine, die eine gewisse Kapazität an Wärmespeicherung aufweisen und gleichzeitig gute Wärmeleiter sind. Dämmerungs- und nachtaktive Arten verlängern auf diese Weise ihre Aktivitätsperiode, indem sie an Orten guter Wärmeleitung immer wieder Wärme auftanken. In tropischen Regionen reicht meistens schon die Temperatur der Umgebungsluft zum Aufwärmen aus. Hier ist es an Orten der direkten Sonneneinstrahlung meist sogar bereits zu heiß für die Tiere, sie bedienen sich hauptsächlich der im Folgenden beschriebenen Abkühlungsmethoden.

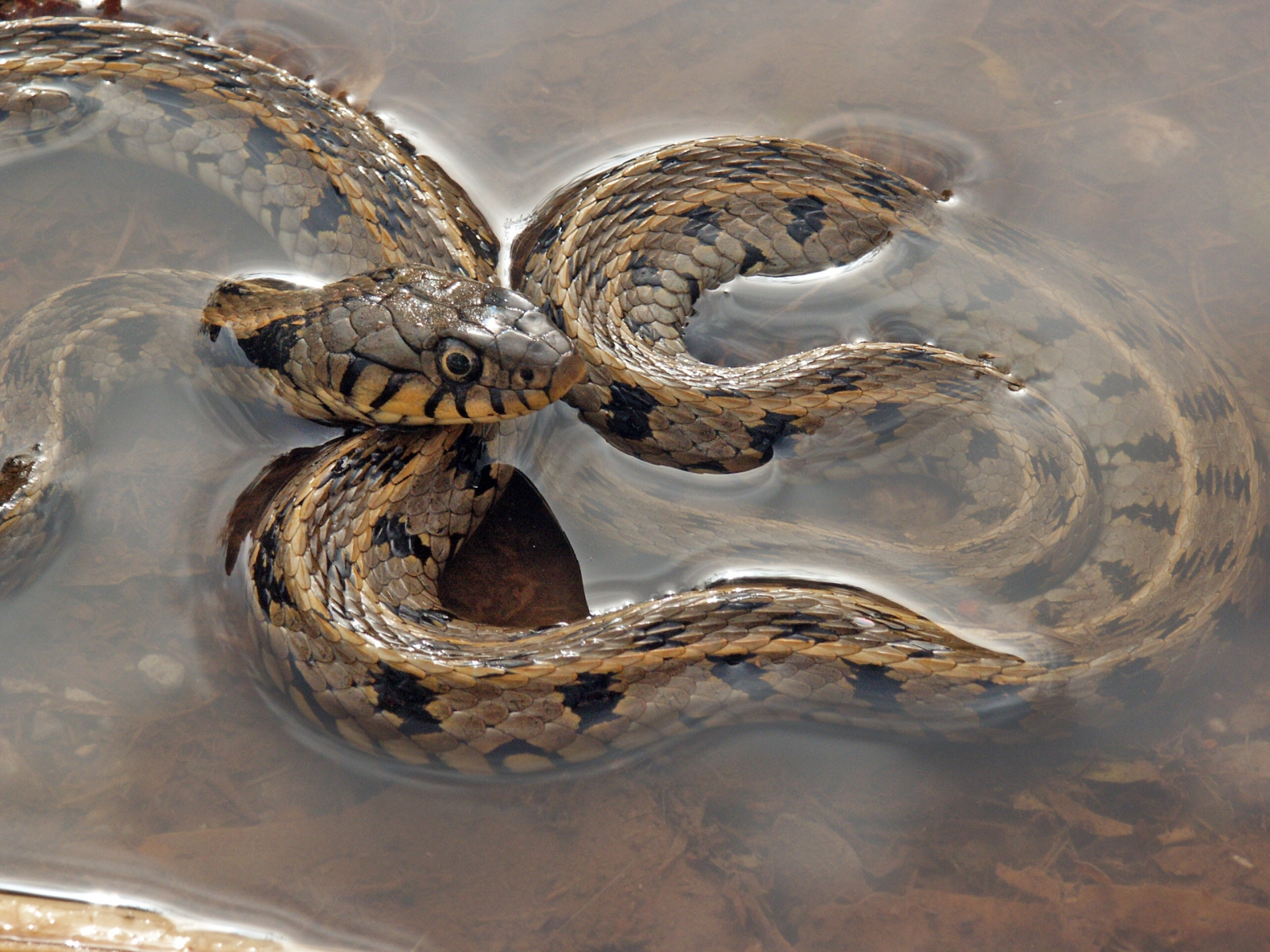
Ringelnatter (Natrix natrix) bei einem kühlenden Bad

- Kühlen: Einfachste Möglichkeit ist das Aufsuchen von Schatten. Sofern vorhanden, werden auch Gewässer aufgesucht. Alle Schlangen sind fähig, zu schwimmen und können so den kühlenden Effekt des Wassers nutzen. Hier tritt das Gegenteil zu den aufgeheizten Steinen auf, die Schlange gibt Wärme an das umgebende Substrat ab. Es wurde beobachtet, dass Schlangen nach besonderer körperlicher Anstrengung wie langer Jagd, Flucht oder einem Kampf ihr Maul öffnen und heftig atmen, wodurch sie in geringem Maße eine Verdunstungskühlung erzielen können. Über die Haut, wie man es beispielsweise von Säugetieren kennt, ist dies nicht möglich, da die Tiere keine Schweißdrüsen besitzen. Wüstenschlangen hingegen besitzen eine eigene Abkühlungsmethode, indem sie sich in den Sand eingraben.

Da Seeschlangen mit Wasser in einem ganz anderen Medium leben als terrestrische, sind ihre Möglichkeiten der Thermoregulation sehr begrenzt. Luft ist ein schlechter Wärmespeicher, jedoch erfolgt ihre Erwärmung relativ schnell. Wasser hingegen ist ein recht guter Wärmespeicher, erwärmt sich aber nur langsam. In einigen Ozeanen ist es immer zu kalt, in anderen ist es zwar jahreszeitlich und durch Meeresströmungen bedingt manchmal warm genug. Diese sind jedoch als Lebensraum ungeeignet, da eine Winterruhe unter Wasser nicht möglich ist. Seeschlangen sind deshalb grundsätzlich an warme Regionen gebunden.

### Fortpflanzung und Entwicklung

#### Paarung
Je nach Lebensraum pflanzen sich Schlangen das ganze Jahr hindurch fort (beispielsweise im tropischen Regenwald) oder nur zu bestimmten Paarungszeiten (in gemäßigten Zonen zum Beispiel im Frühjahr nach der Winterruhe). Bestimmt wird die Paarungszeit durch klimatische Einflüsse, da durch die Ektothermie der Tiere alle Körperfunktionen von den Außentemperaturen beeinflusst werden; hierunter fallen auch Spermio- und Oogenese.
Die Paarungszeit gehört zu den Gegebenheiten, in denen die sonst solitär lebenden Schlangen einander aktiv aufsuchen, wobei die Aktivität stets von den männlichen Tieren ausgeht. Die Partnerin wird durch den Geruchssinn über das Jacobson-Organ aufgespürt. Die Weibchen hinterlassen bei der Fortbewegung Pheromone auf dem Untergrund oder in der Vegetation und legen so eine Duftspur, welche die Männchen direkt zu ihnen führt. Auf kürzere Distanzen spielt auch der visuelle Sinn eine Rolle. Sobald eine andere Schlange in Sichtweite kommt, wird ergründet, ob sie zur selben Art gehört und ob es sich um ein Männchen oder ein Weibchen handelt.

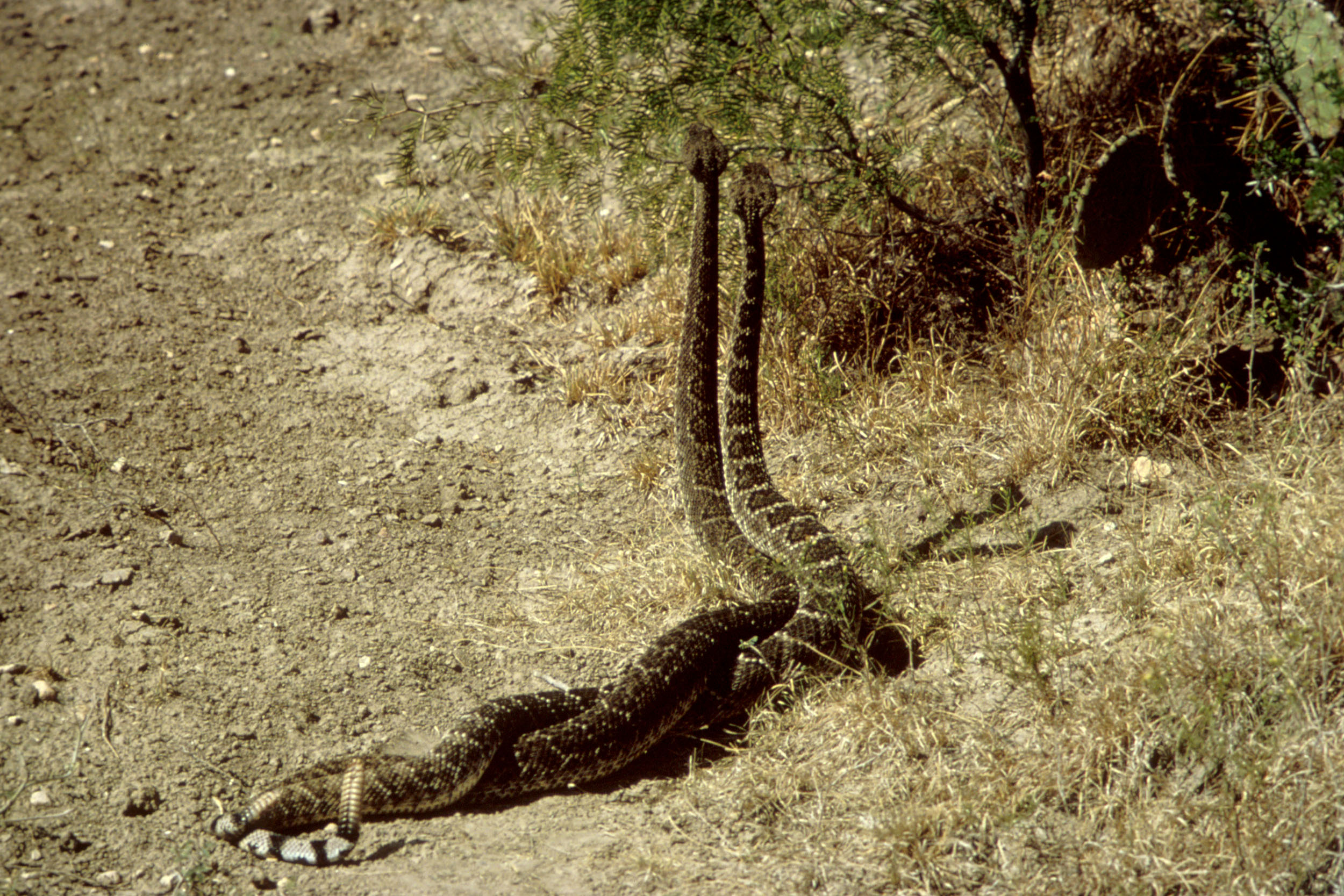
Kommentkampf zweier männlicher Klapperschlangen

Treffen zwei Männchen allein aufeinander, meiden sie sich. Ist jedoch gleichzeitig ein paarungsbereites Weibchen anwesend, kommt es vor allem bei den Vipern zu einem ritualisierten Kommentkampf, bei dem sich die männlichen Schlangen mit ihren Körpern umeinander schlingen, ihr vorderes Körperdrittel aufrichten und dann versuchen, sich gegenseitig zu Boden zu drücken. Ein solcher Kampf erfolgt ohne Beißattacken und Verletzungen kommen daher praktisch nicht vor. Einige Natternarten jedoch neigen zu aggressiverem Vorgehen und beißen ihren Kontrahenten durchaus.
Das siegreiche Männchen umschlängelt dann das Weibchen, schiebt einen seiner beiden Hemipenes in ihre Kloake und verhakt sich darin. Der Paarungsakt kann von zehn Minuten (einige Natternarten) bis zu zwei Tagen (einige Vipernarten) andauern. Einige Arten, beispielsweise die Strumpfbandnattern (Thamnophis), finden sich bei der Paarung auch friedlich in großen Anhäufungen wieder, bei denen sich viele Männchen um ein Weibchen schlängeln und versuchen, es zu befruchten. Das sich dabei bietende Bild wird als „Paarungsknäuel“ bezeichnet.

#### Oviparie und Ovoviviparie
Je nach Schlangenart und Temperatur des Lebensraumes nimmt die Embryonalentwicklung zwischen zwei (bei in den Tropen beheimateten Schlangen) und fünf Monaten (bei ovoviviparen Seeschlangen) in Anspruch. Im Allgemeinen liegt die benötigte Bruttemperatur bei 25 bis 30 °C, wobei die Entwicklung innerhalb dieses Rahmens bei höherer Temperatur schneller abläuft. Deshalb kann es auch innerhalb einer Art, je nach Lebensraum, zu Schwankungen kommen, so bei der Kreuzotter (Vipera berus), die in warmen Mittelmeer-Regionen ebenso vorkommt wie im nördlichen Skandinavien.
Die meisten Schlangenarten (etwa 70 %) sind ovipar, nur etwa ein Drittel ist ovovivipar (einige Nattern, viele Vipern und Seeschlangen).
- Oviparie: Ovipare Arten legen ihre Eier abhängig von den klimatischen Bedingungen zwei bis vier Monate nach der Befruchtung an einem gut geschützten, warmen und feuchten Ort ab. Sie sind stets darauf angewiesen, Eiablageplätze zu finden, an denen optimale Brutbedingungen herrschen, denn die abgelegten Eier sind Temperatur- und Feuchtigkeitsschwankungen schutzlos ausgeliefert. Hierdurch sind sie an mildere Klimate gebunden. Meist werden vorhandene Nischen (Felsspalten, hohle Baumstämme oder ähnliches) genutzt oder neue angelegt (Gruben im Erdreich). Einige Arten zeigen aktives Brutpflegeverhalten, was für diese Tierordnung eher ungewöhnlich ist: Manche Pythonarten ringeln sich um ihre Eier und regulieren die Temperatur des Geleges durch Muskelkontraktion; die Brillenschlange (Naja naja) hält sich mehrere Tage nach Eiablage in der Nähe des Geleges auf und verteidigt ihre Eier aktiv gegen eventuelle Nesträuber. Nach dem Schlüpfen sind die Jungen jedoch weitestgehend auf sich allein gestellt und werden nicht von den Elterntieren versorgt. Zum Schlupf besitzen Jungtiere einen Eizahn, mit dem sie sich von innen durch die lederartige Schale schneiden können. Innerhalb von zwei Tagen verlieren sie ihn.
- Ovoviviparie: Die Geburt der Jungschlangen erfolgt je nach klimatischen Gegebenheiten frühestens zwei, höchstens fünf Monate nach der Befruchtung. Sie werden in einer durchsichtigen Hülle geboren, aus der sie schon während des Geburtsvorgangs oder direkt danach schlüpfen. Im Vergleich zur Oviparie liegt ein Vorteil der ovoviviparen Fortpflanzung darin, dass die Jungschlangen fast sofort beweglich sind und vor eventuellen Gefahren fliehen können. Zudem ist es unmöglich, dass sie Eiräubern zum Opfer fallen. Da die Muttertiere in gewissem Maße fähig sind, ihre Körpertemperatur zu regulieren, herrscht in ihrem Körper eine relativ konstante Temperatur und Feuchtigkeit. Ovovivipare Arten können daher, im Gegensatz zu oviparen Arten, auch kältere Zonen besiedeln. Hier können Mutterschlangen in ungünstigen Jahren die Geburt ins wärmere Frühjahr verzögern, was allerdings eine außerordentliche körperliche Belastung für sie selbst und ihre Jungen darstellt; meist überleben viele Jungtiere den Winter im Mutterleib nicht und kommen tot zur Welt. Nachteile der Ovoviviparie sind die eingeschränkte Bewegungsfähigkeit des Muttertieres und sein erhöhter Energiebedarf. Diesen muss es aus Fettreserven decken, denn für verschlungene Beutetiere ist kein Platz mehr im Körper. Einige Arten, beispielsweise die Wiesenotter (Vipera ursinii), fressen während der Trächtigkeit kleinere Beutetiere wie Insekten.

Die Gelegegröße oder Wurfstärke hängt von der Art und der Größe des Muttertieres ab und variiert zwischen 2 und 60, liegt im Schnitt jedoch bei 5 bis 20 Nachkommen.
Für mehrere Schlangenarten, darunter die Blumentopfschlange und der Nordamerikanische Kupferkopf, wurde die Fähigkeit zur obligaten bzw. fakultativen Parthenogenese nachgewiesen. Bei einer Diamant-Klapperschlange wurde mit Hilfe genetischer Marker belegt, dass sie erst fünf Jahre nach dem letzten Kontakt zu einem Artgenossen 19 Jungtiere aus befruchteten Eizellen hervorbrachte.

#### Weitere Entwicklung

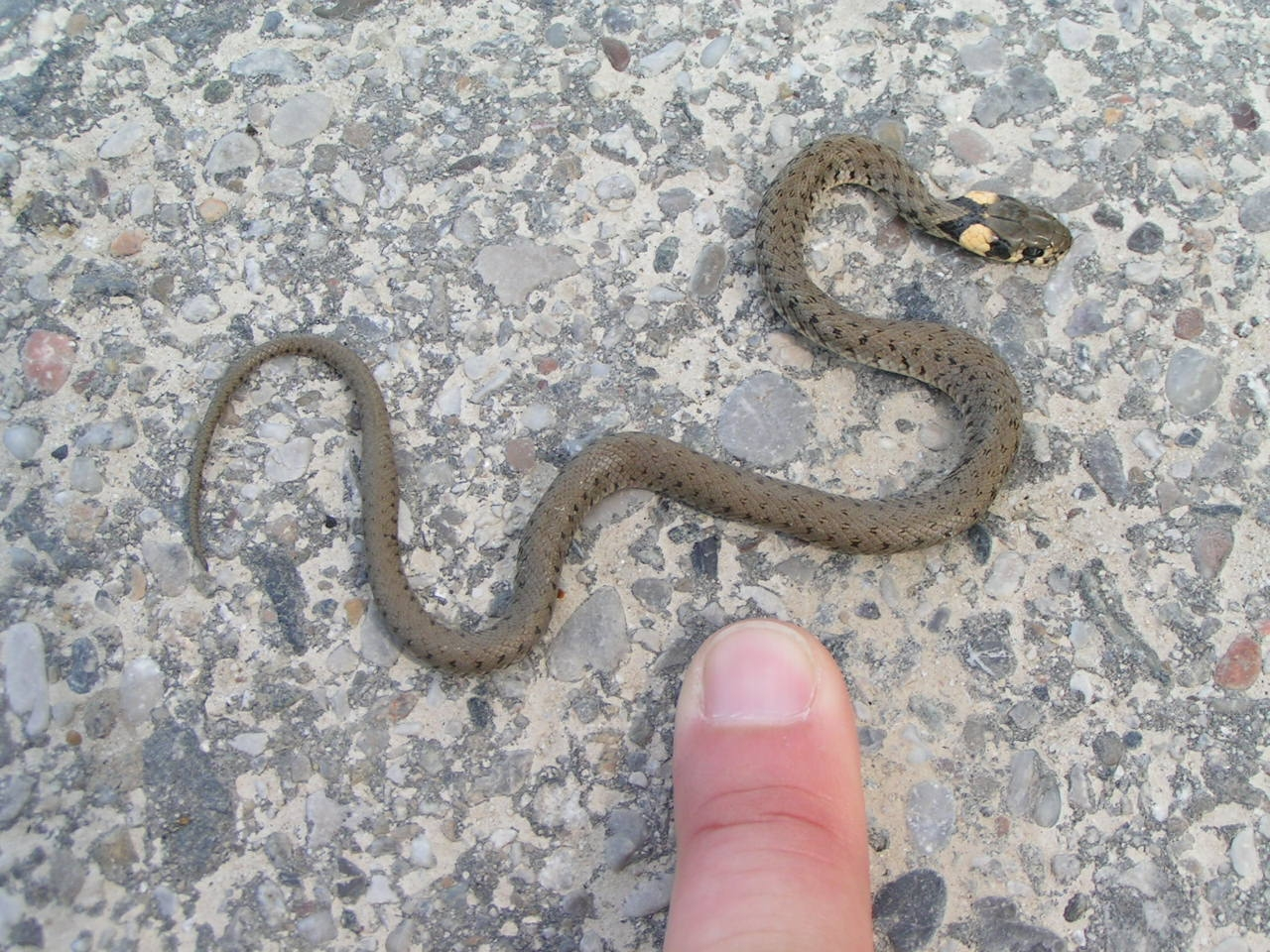
Jungtier der Ringelnatter (Natrix natrix) im Größenvergleich

Jungtiere gleichen in ihrem Aussehen den erwachsenen Tieren, sie sind lediglich kleiner. Nachkommen der Giftschlangen sind bereits mit einem voll funktionsfähigen Giftapparat ausgestattet und somit zu Giftbissen in der Lage. Da im ersten Jahr oft mehr als die Hälfte aller Nachkommen stirbt und auch noch einige Jahre danach die Sterblichkeit recht hoch ist, erreichen selbst in unberührter Natur wahrscheinlich höchstens 10 bis 15 % der Nachkommen das Erwachsenenalter.
Schlangen können je nach Art und Lebensumständen unterschiedlich alt werden. Meist erreichen sie in Gefangenschaft ein höheres Alter, da ihnen hier keine Gefahr durch Prädatoren droht und sie bei Krankheiten veterinärmedizinisch versorgt werden. Die Altersfeststellung in Freiheit bringt gewisse Probleme mit sich, da heute noch keine Möglichkeit bekannt ist, anhand von Körpermerkmalen eines lebenden Tieres dessen Alter zu ermitteln. Eine Markierung von Jungtieren kann nicht äußerlich erfolgen, da die Tiere sich sehr oft häuten und so auch jegliche Markierungen abstreifen würden. Lediglich eine Kennzeichnung, die innerhalb des Körpers angebracht werden würde (beispielsweise ein Chip), könnte möglicherweise derartige Erkenntnisse bringen, hierüber ist aber bis dato nichts in der Literatur angeführt. Bei toten Tieren kann anhand der Knochenstruktur (ähnlich der Jahresringe eines Baumes) ein ungefähres Alter ermittelt werden.
Aus der Familie der Riesenschlangen (Boidea) gibt es Aufzeichnungen über Tiere, die über 40 Jahre alt geworden sind, betreffend die Abgottschlange (Boa constrictor) und den Königspython (Python regius). Vertreter der Nattern-Familie können über 30 Jahre alt werden, zum Beispiel die Kornnattern (Pantherophis guttata, 32 Jahre). Vipern können mehr als 20 Jahre alt werden, zum Beispiel die Texas-Klapperschlange (Crotalus atrox, 22 Jahre). Die älteste bekannte Seeschlange war mit fünf Jahren ein Plattschwanz (Laticauda laticauda).

### Chronobiologie
Auch Schlangen weisen verschiedene biologische Rhythmen auf. Neben unregelmäßig wiederkehrenden Aktionen, wie beispielsweise dem Abstand zwischen den Nahrungsaufnahmen (dieser ist abhängig von der Größe der letzten Mahlzeit) gibt es auch sehr regelmäßige, durch abiotische Umweltfaktoren bestimmte Abläufe. Im Folgenden werden die zwei ausgeprägtesten dargestellt.

#### Aktivitätsrhythmen
Schlangen sind zu unterschiedlichen Zeiten aktiv. Die Aktivitätszyklen richten sich zum einen nach klimatischen Gegebenheiten und dem Thermoregulationsbedarf einer Schlange, zum anderen nach Anforderungen der Ernährung und Fortpflanzung. Des Weiteren ist zwischen tag-, nacht- und dämmerungsaktiven Tieren zu unterscheiden.
Es gibt Arten, deren circadianer Rhythmus exogen bestimmt wird, beispielsweise bei der Aspisviper (Vipera aspis), die im Frühjahr und Herbst tagaktiv ist, im Sommer auch dämmerungs-, manchmal sogar nachtaktiv ist. Im Gegensatz dazu existieren Arten, bei denen der Rhythmus endogen festgelegt ist, wie bei der Kreuzotter (Vipera berus), die grundsätzlich nur tagaktiv ist, oder der Girondischen Glattnatter (Coronella girondica), die nur dämmerungsaktiv ist.
In gemäßigten Zonen sind Schlangen nur während der wärmeren Jahreszeiten aktiv. Den Winter verbringen sie in frostfreien Verstecken in einer Kältestarre. Während dieser Zeit laufen nur noch lebenserhaltende Vorgänge im Körper ab und auch diese sind auf das notwendige Minimum reduziert. Energie hierfür erhalten sie aus ihren im Sommer angesammelten Fettreserven. Schlangen reduzieren außerdem während langen Ruhephasen ihre Energiekosten, indem sie bestimmte Organe wie Darm, Lungen, Herz und Nieren verkleinern. Dies ist möglich, weil ihr Stoffwechsel während der Winterstarre stark reduziert ist. Steigen die Temperaturen wieder an, steigt auch die Stoffwechselrate der Tiere und sie wachen auf; Männchen gewöhnlich etwa zwei Wochen vor den Weibchen.

#### Sexualzyklen
Die Zeitspanne des Sexualzyklus verschiedener Schlangenarten wird durch das Klima ihres Lebensraumes bedingt. Für die Oogenese, die Spermatogenese und letztlich auch für die Entwicklung der Embryonen sind bestimmte Temperaturen erforderlich. Dementsprechend reicht die Dauer eines Zyklus von einigen Monaten bis zu zwei Jahren.
- Zyklus im kühlen gemäßigten Klima: Die Aktivitätsphase der Schlangen ist in diesem Klima zu kurz, als dass der gesamte Fortpflanzungszyklus innerhalb eines Jahres erfolgen könnte. Meist erfolgt im ersten Zyklusjahr etwa im April oder Mai beim Weibchen die Vitellogenese (Dotterbildung), beim Männchen die Spermatogenese. Die Dotter beziehungsweise die Vorspermien werden über den Winter hinweg im Körper gelagert. Im darauffolgenden Frühjahr beendet das Männchen seine Winterruhe etwa zwei Wochen vor den Weibchen, damit die Spermienreifung zur Paarungszeit abgeschlossen ist. Dann kommt es beim Weibchen zum Eisprung, die Befruchtung kann erfolgen. Normalerweise liegt die Paarungszeit in den Monaten April oder Mai, somit ist über den Sommer ausreichend Wärme zur Embryonalentwicklung vorhanden. Es kann aber auch vorkommen, dass in kalten Jahren die Paarung erst im Herbst erfolgt und die Weibchen die Zygoten mit in die Überwinterung nehmen. Deren Wachstum setzt dann erst im nächsten Frühling ein.
- Zyklus im warmen gemäßigten Klima: Meist kann hier von einem circannualem (etwa jährlichem) Rhythmus gesprochen werden. Spermatogenese und Vitellogenese erfolgen sofort nach Abbruch der Winterruhe (etwa Ende Februar bis Anfang März), etwa Ende Mai sind die Spermien reif und die Weibchen paarungsbereit. Die Jungschlangen werden Ende Juli oder Anfang August geboren beziehungsweise schlüpfen, einige ovipare Arten legen in sehr warmen und beutereichen Jahren sogar zweimal Eier.
- Zyklus im subtropischen Klima: In diesen Klimata spielt weniger die Temperatur als die Feuchtigkeit eine Rolle. Während der Trockenzeit (Frühling und Winter) ist diese nicht in dem Maße vorhanden, wie sie für eine reibungslose Entwicklung der Jungschlangen nötig wäre. Diese sind nach Schlupf oder Geburt darauf angewiesen, ihren Wasserhaushalt zu regulieren. In der Trockenzeit können sie weder durch trinken noch durch das Fressen von Beutetieren (da beides nicht oder nur in geringem Maße vorhanden ist) Flüssigkeit zu sich nehmen. Die Mortalitätsrate wäre zu hoch, als dass ein Überleben der Art gesichert sein könnte. Daher erfolgen in der Trockenzeit lediglich Vitello- und Spermatogenese, der Schlupf oder die Geburt der Jungen erfolgt in der Regenzeit, also im Sommer und Herbst. Einige ovipare Arten legen mehrmals im Jahr Eier.
- Zyklus im tropischen Klima der Äquatorialregionen: Hier gibt es keinen festen Fortpflanzungszeitpunkt und keine bestimmte Paarungszeit. Es herrschen das ganze Jahr über relativ konstante Temperaturen und Feuchtigkeitsverhältnisse. Dementsprechend pflanzen sich die Schlangen hier nicht zu festgelegten Zeiten fort, nach Ablauf des einen Zyklus kann sofort wieder der nächste beginnen.

### Drohung

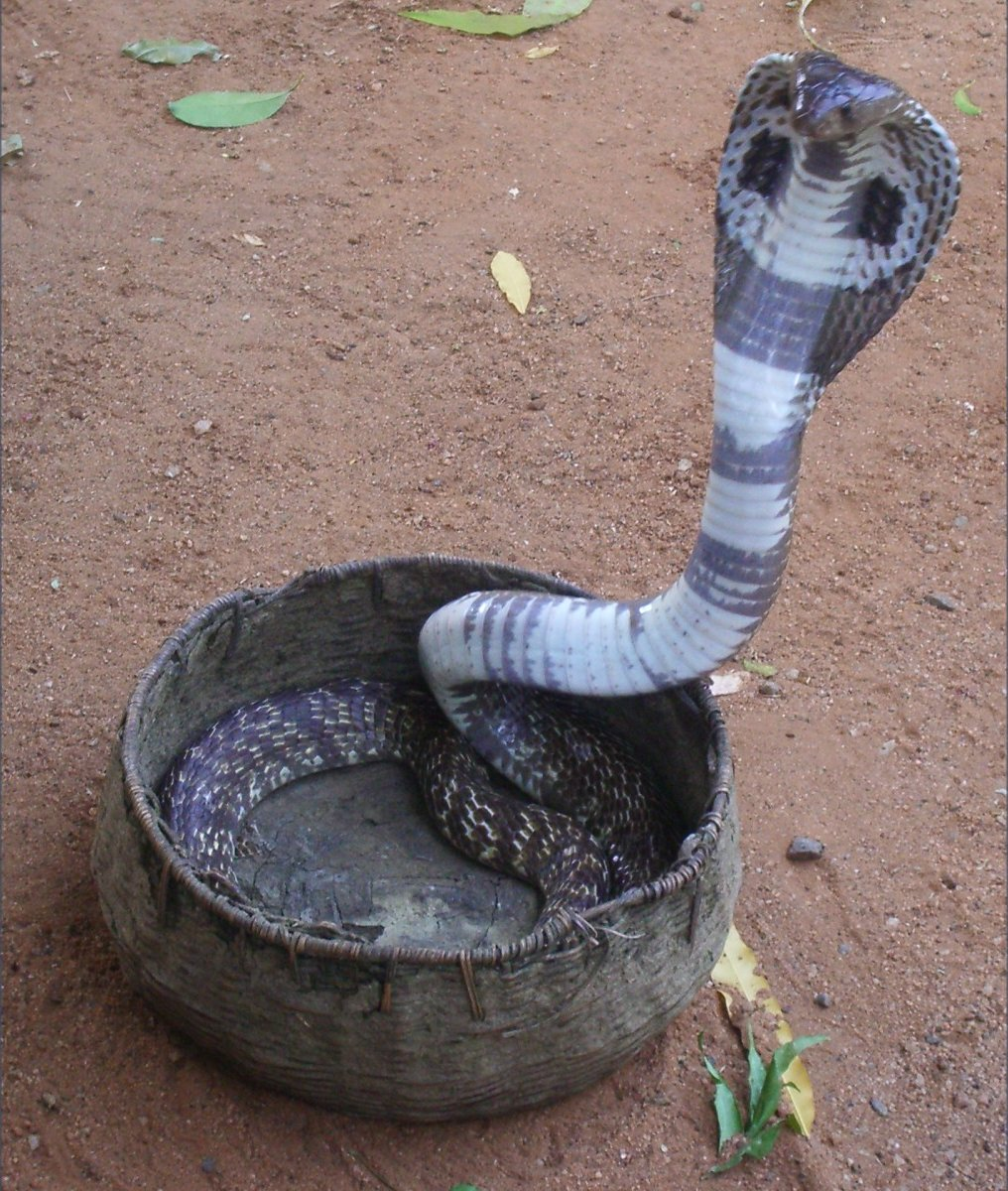
Drohende Kobra (Naja) mit gespreiztem Hals

Schlangen verfügen über verschiedene Drohverhalten. Wie auch bei vielen anderen Tieren gehört dazu, sich größer erscheinen zu lassen. Hierzu richten die Tiere ihr vorderes Körperdrittel s-förmig auf und rollen den Rest des Körpers darunter zusammen. Einige Arten bleiben mit dem zusammengerollten Körperteil in ständiger, wellenförmiger Bewegung, andere spreizen zusätzlich ihren Halsbereich, wie die Kobras (Naja), oder blasen ihn auf, so beispielsweise die Afrikanische Baumschlange (Dispholidus typus). Es wurde beobachtet, dass insbesondere ungiftige Vertreter speziell die Drohgebärde des Größererscheinens stark übertreiben. Dies soll den Gegner so sehr einschüchtern, dass er gar nicht erst angreift. Sollte er dies doch tun, besitzt die Schlange keine Waffe, die ihm gefährlich werden könnte; daher versucht sie vorzubeugen.

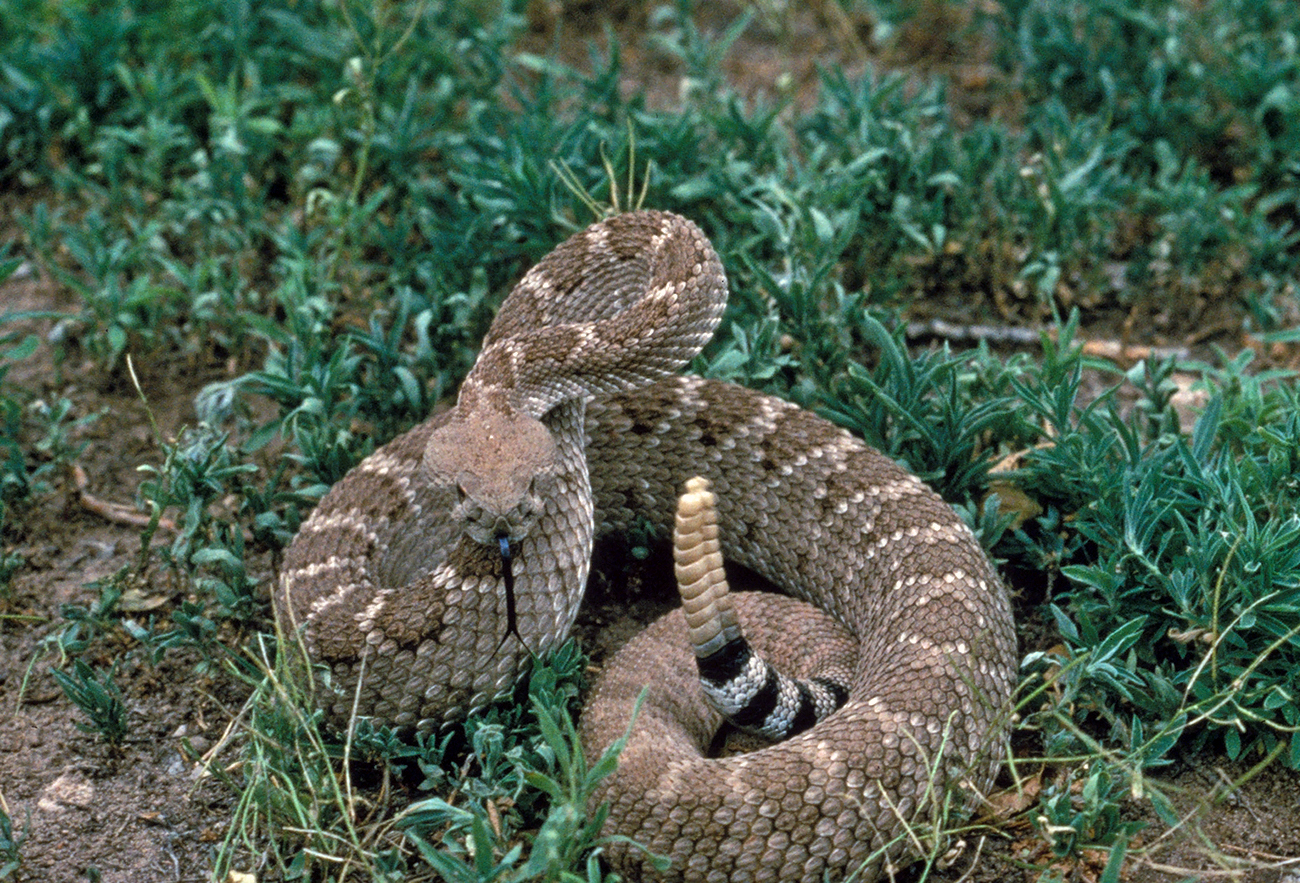
Rasselnd drohende Texas-Klapperschlange (Crotalus atrox)

Bekannt ist auch, dass sich viele Arten zur Drohung bestimmter Geräusche bedienen. Hierzu gehören Zischen, Fauchen oder auch Rasseln. Letzteres entsteht durch Aneinanderreiben gekielter Schuppen, wie bei den Sandrasselottern (Echis), oder durch Vibration des Schwanzes. Entweder erzeugt dieser die Geräusche durch Hilfsmittel wie trockenes Gras, oder die Geräuschbildung erfolgt mit einer Schwanzrassel aus gekielten, übereinander greifenden Hornringen, wie sie die Klapperschlangen besitzen. Auch gibt es Arten, beispielsweise die Arizona-Korallenschlange (Micruroides euryxanthus), die geräuschvoll Luft durch ihre Kloake schicken, manchmal auch begleitet von Exkrementen, deren Geruch den Gegner abschrecken soll. Ebenso gehören Scheinbisse zum Verhaltensrepertoire; Giftschlangen sondern hierbei aber kein Gift ab, da es verschwendet wäre und neu synthetisiert werden müsste.

### Verteidigung
Sofern Drohungen ihre Wirkung verfehlen, verfügen Schlangen auch über diverse aktive und passive Verteidigungsstrategien.
Sowohl giftige als auch ungiftige Vertreter beißen zur Verteidigung, wobei die giftigen meist einen stärkeren Effekt erzielen, denn im Gegensatz zu den Scheinbissen wird beim Verteidigungsbiss durchaus Gift abgegeben. Bei vielen ungiftigen Arten, zum Beispiel bei Pythons, brechen die spitzen Zähne ab und verbleiben in der Wunde des Gegners, was zu schmerzhaften Entzündungen führen kann. Für die Schlange bedeutet dies keinen großen Verlust, da die Zähne recht schnell nachwachsen (siehe Kapitel Zähne).
Einige Arten wie die Rote Speikobra (Naja pallida) spritzen ihr Gift aus dem Maul über mehrere Meter Entfernung. Hierbei versuchen sie stets, die Augen des Gegners zu treffen. Je nach Giftart und -stärke kann ein Getroffener vorübergehend oder sogar ständig erblinden. Eine sehr spezielle Verteidigung hat die Tigernatter (Rhabdophis tigrinus) entwickelt: sie ist nicht in der Lage, eigenständig Gift zu synthetisieren, frisst aber giftige Kröten und speichert deren Gift in einem speziellen Reservoir am Nacken. Kommt sie in Bedrängnis, versprüht sie das gesammelte Krötengift in Richtung des Gegners.
Neben Beißen und Giftspritzen sind mehrere passive Verteidigungsstrategien bekannt. Schnelle Nattern verlassen sich auf ihre Geschwindigkeit und fliehen, während trägere Vipern oftmals auf ihre Tarnung vertrauen. Ungiftige Arten bilden manchmal absichtlich die auffällige Färbung giftiger Arten nach, um eine vermeintliche Gefährlichkeit zu demonstrieren (Mimikry), zum Beispiel sieht die ungiftige Dreiecksnatter (Lampropeltis triangulum) den hochgiftigen Vertretern der Korallenottern (Micrurus) sehr ähnlich. Bei der Ringelnatter (Natrix natrix) wurde beobachtet, dass sie sich totstellt, was für diese Tiergruppe eher ungewöhnlich ist. Hierbei dreht sich das Tier auf den Rücken, öffnet sein Maul und lässt die Zunge heraushängen. Einige Beobachtungen berichten sogar davon, dass aus dem Maul Speichel fließt, vermischt mit etwas Blut. Dies soll vermutlich die Täuschung perfekt machen.
Einige Arten, wie der Königspython (Python regius) rollen ihren gesamten Körper zusammen, wobei der Kopf mittig gehalten wird (daher auch der Beiname „Ball-Python“). Das Schwanzende wird dem Gegner als Kopfattrappe präsentiert. Greift er dort an, wird die Schlange lediglich an einem nicht lebenswichtigen Körperteil verletzt. Meist kann sie die Verwirrung des Gegners dann zur Flucht nutzen.
Des Weiteren nutzen viele Nattern die Möglichkeit, ein stinkendes Sekret aus ihren Analdrüsen abzusondern. Dieses erzeugt Verwesungsgeruch und vertreibt bei den meisten Gegnern das Interesse, da sie sich nicht von Aas ernähren.

### Ernährung

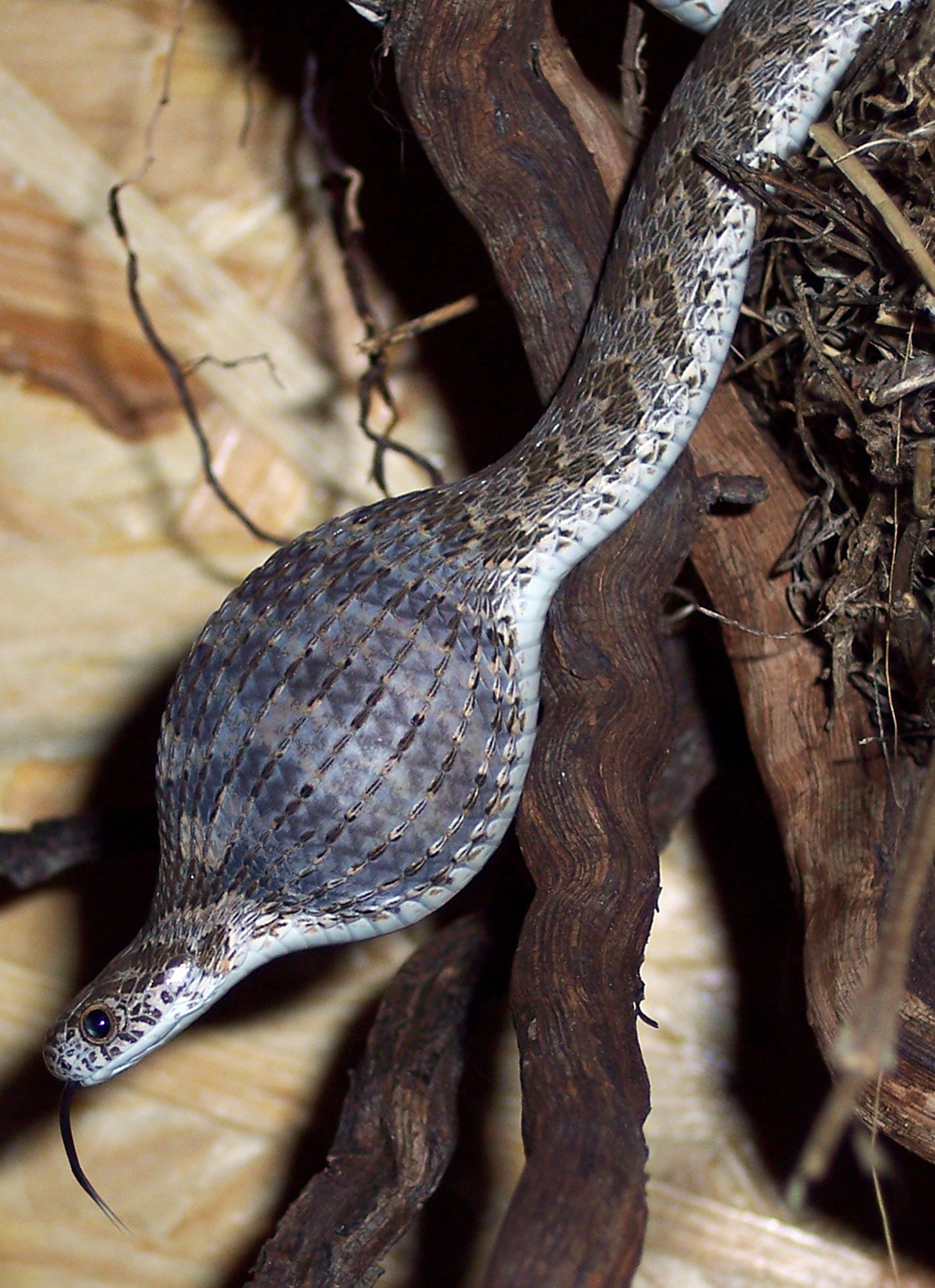
Afrikanische Eierschlange bei der Nahrungsaufnahme

Alle Schlangen sind Raubtiere und ernähren sich von anderen, lebenden oder frisch getöteten Tieren. Ihr Beutetierspektrum wird bedingt durch ihre Körpergröße und das im jeweiligen Lebensraum befindliche Angebot. Dementsprechend fressen kleinere Schlangen vor allem Insekten. Mittelgroße Schlangen fressen Nagetiere, Frösche und Eidechsen, manchmal auch Vögel, Eier, Fische und andere Schlangen. Das Nahrungsspektrum großer Schlangen umfasst alles von kaninchengroßen Säugern bis hin zu Rehen oder Wildschweinen. Insekten und andere kleinere Beutetiere (beispielsweise Amphibien) werden meist lebend verschlungen, größere werden vor dem Verzehr getötet.
Aufgrund des durch die Körpergröße bestimmten Beutespektrums unterscheidet sich jenes der Jungschlangen häufig von dem ausgewachsener Tiere. Die Terciopelo-Lanzenotter (Bothrops asper) beispielsweise verzehrt als Jungtier (bei etwa 25 Zentimetern Körperlänge) kleine Echsen und Arthropoda, als ausgewachsene Schlange (ab etwa 150 Zentimetern Körperlänge) kleine Säugetiere und Vögel. Hierin liegt ein großer Vorteil, denn ausgewachsene und Jungtiere besetzen verschiedene ökologische Nischen und stehen so nicht in Konkurrenz zueinander.
Bezüglich des Nahrungsspektrums gibt es bei den Schlangen ausgeprägte Spezialisten wie auch Opportunisten. Im Folgenden sind einige Beispiele aufgeführt.
- Spezialisten: Vertreter der Dickkopfnattern (Dipsas) fressen ausschließlich Schnecken. Sie sind mit einem hakenförmig verlängerten Unterkiefer ausgestattet, mit dem die Schnecken aus ihrem Gehäuse gelöst und herausgehebelt werden können. Ein weiteres Beispiel stellen die Afrikanischen und Indischen Eierschlangen (Dasypeltis und Elachistodon) dar. Sie fressen nur Vogeleier. Diese werden komplett verschlungen. Die Zerstörung der Schale erfolgt dabei kurz nach dem Schlingvorgang mittels kleiner verlängerter Halswirbelfortsätze (Hypapophysen). Dotter und Eiklar werden in den Magen transportiert, die Schale wird ausgewürgt.
- Opportunisten: Zu diesen zählen alle Riesenschlangen ab einer gewissen Größe. Pythons erreichen bei 10 Metern Länge etwa ein Gewicht von 100 Kilogramm und sind somit in der Lage, fast jedes andere Tier zu erlegen. Grenzen in der Nahrungsaufnahme werden diesen Tieren nur noch durch die Verbreiterung der Maulöffnung und des Dehnvermögens ihres Körpers gesetzt: es können nur Beutetiere verschlungen werden, die einen gewissen Umfang nicht überschreiten. Als weiterer Opportunist kann die Wassermokassinschlange (Agkistrodon piscivorus) angeführt werden. Sie ist die einzige Art, von der bekannt ist, dass sie manchmal sogar Aas frisst.

Zur Häufigkeit der Nahrungsaufnahme lässt sich allgemein sagen, dass Weibchen gefräßiger sind als Männchen, da sie viel Energie für die Dotterbildung verwenden müssen. Bei Trächtigkeit und kurz vor der Eiablage sind sie jedoch sehr zurückhaltend (vgl. Kapitel Fortpflanzung). Auch wurde beobachtet, dass ab etwa zwei Wochen vor der Häutung keine Nahrungsaufnahme mehr erfolgt. Kleinere Arten und Jungtiere fressen häufiger, bedingt durch eine höhere Stoffwechselrate als bei größeren Arten oder Adulti. Schlangen können, im Verhältnis zu ihrer eigenen Körpermasse, enorme Mengen zu sich nehmen (Vipern können Beutetiere bis zu etwa 36 %, andere Schlangen bis zu etwa 18 % ihrer eigenen Masse verschlingen). Gelingt der Schlange der Fang eines derart großen Beutetieres, erfolgt die nächste Nahrungsaufnahme meist erst Wochen später (der geschätzte jährliche Nahrungsbedarf einer adulten Kreuzotter (Vipera berus) beläuft sich auf etwa 350 kcal, dies entspricht etwa 10 Wühlmäusen). Riesenschlangen (Boidae) können über ein Jahr lang hungern.
Die Nahrungsaufnahme ist auch temperaturabhängig. Unter 10 °C findet bei den ektothermen Tieren keine Verdauung statt (vergleiche Kapitel Thermoregulation). Hat eine Schlange Beute verschlungen und sinkt danach die Umgebungstemperatur unter besagte 10 °C ab, so würgt sie ihre Mahlzeit wieder aus. Dies ist notwendig, da sobald die Verdauung aufgrund der zu niedrigen Temperatur aussetzt, Fäulnisprozesse einsetzen. Hierbei entstünden Gifte (zum Beispiel die Gase Ammoniak und Schwefelwasserstoff, oder auch Propion- und Essigsäure), die zum Tod der Schlange führen könnten. Der höchste Wirkungsgrad von Verdauungsenzymen liegt, je nach Art, etwa bei 30 °C.

### Jagd
Schlangen wenden hauptsächlich zwei Jagdmethoden an, dies sind Auflauern (so jagen zum Beispiel viele Vipern) und Erjagen (viele Nattern).
Die Lauerjäger vertrauen bei ihrer Jagdmethode auf ihre Tarnung und warten, bis ein Beutetier nahe genug an sie herankommt. Dann stoßen sie sehr schnell (mit bis zu 10 Metern pro Sekunde) auf die Beute zu und beißen sie. Der weitere Verlauf ist davon abhängig, welcher Schlangenfamilie der Jäger angehört: der mit Giftzähnen ausgestattete Vertreter lässt die Beute wieder los. Diese flieht und die Schlange nimmt, in der Gewissheit der Wirkung ihres Giftes, die Verfolgung auf. Hierzu benutzt sie ihren nasovomeralen Sinn und folgt der Duftspur der Beute. Diese erliegt nach kurzer Zeit, meist schon nach wenigen Minuten, dem injizierten Gift und stirbt. Sobald die Schlange bei ihrem Opfer angekommen ist, verschlingt sie es.
Der ungiftige Lauerjäger dagegen verbeißt sich in seiner Beute und umschlingt ihren Körper, vor allem den Brustkorb, mit seinem eigenen. Mit jedem Ausatmen der Beute zieht die Schlange fester zu, bis das Opfer das Bewusstsein verliert. Die Schlange hält jedoch noch so lange fest, bis dessen Herz aufgehört hat zu schlagen. Nachdem der Tod eingetreten ist, kann die Schlange mit dem Verspeisen beginnen.
Einige wenige Schlangen benutzen auch ganz andere Jagd- und Tötungsmethoden. So lassen beispielsweise baumbewohnende (arborikole) Vertreter, wie die Lianenschlange (Thelotornis kirtlandii), ihr Vorderteil über dem Waldboden baumeln, während sie sich mit ihrem restlichen Körper im Geäst festhalten. Sie sehen durch ihre Form und Färbung aus wie eine Schlingpflanze und werden von vorbeilaufenden Tieren nicht als Gefahr wahrgenommen. Kommt ein in das Beutespektrum der jeweiligen Schlange passendes Tier vorbei, schnappt sie einfach zu. Andere Baumbewohner, wie die Mambas (Dendroaspis), beobachten den Waldboden aus einiger Höhe und lassen sich auf passende Beutetiere fallen.
Kleine und unterirdisch lebende Schlangen verschlingen ihre Beute, zumeist Insekten, direkt nach dem Fang lebendig.

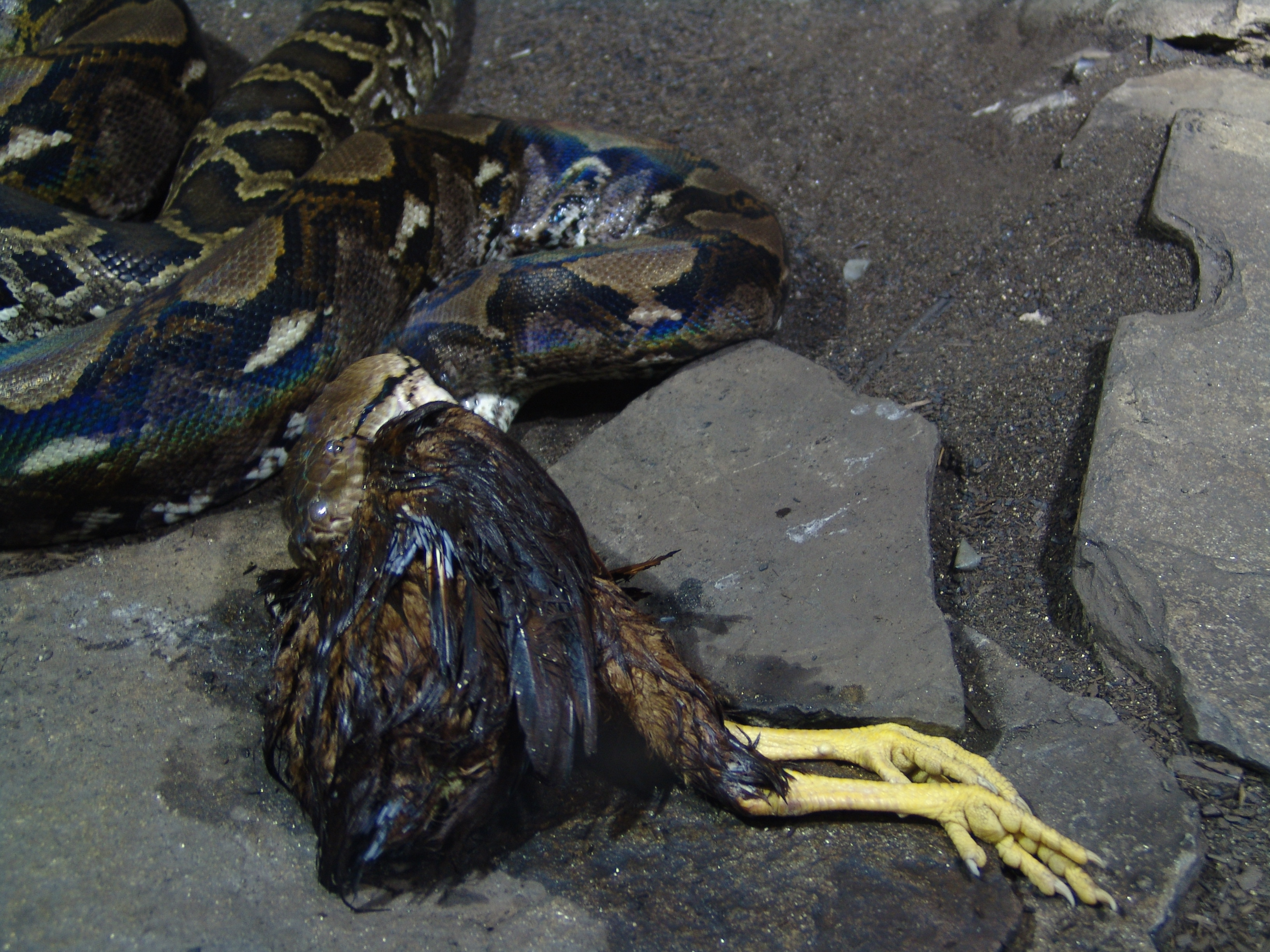
Netzpython (Python reticulatus) beim Schlingvorgang

Der Schlingvorgang läuft nach einem bestimmten Muster ab. Beutetiere werden grundsätzlich in einem Stück verschlungen (siehe hierzu auch Kapitel Anatomie). Froschlurche (Anura) und kleinere Beutetiere werden nach keinem bestimmten Schema verspeist. Behaarte Beutetiere oder Vögel hingegen werden immer mit dem Kopf voran verzehrt, damit sich ihr Fell beziehungsweise Federkleid beim Hinunterschlingen nicht aufstellt und den Schlingvorgang behindert. Wichtig hierbei ist Beweglichkeit der Unterkieferknochen zueinander und gegen die bezahnten Knochen des Gaumendaches. Durch abwechselnde Bewegungen dieser Knochen zueinander wird die Beute immer weiter in den Schlund transportiert. Hilfreich sind dabei unter anderem die stark nach hinten (rachenwärts) gebogenen Spitzen der Zähne. Ab dem Rachen übernimmt die Wirbelsäule mittels wellenförmiger Bewegungen den Weitertransport. Sobald es ihr möglich ist, reckt die Schlange den vorderen Körperteil in die Höhe, um die Schwerkraft zur Unterstützung des Schlingvorgangs auszunutzen. Ist die Beute vollständig verschlungen, sortiert die Schlange ihre Schädelknochen durch mehrmaliges Gähnen. Während des Verschlingens ist die Schlange ihren Feinden schutzlos ausgeliefert, daher würgt sie die Beute bei Störungen wieder aus.

### Schlangengift
Giftschlangen setzen ihr Gift hauptsächlich bei der Beutejagd ein, aber auch zur Verteidigung.
Schlangengifte bestehen aus verschiedenen Proteinen und sind von zähflüssiger Viskosität mit milchig-weißer bis gelblicher Farbe. Je nach Art wirkt das Gift auf das Nervensystem (Neurotoxine), die Blutzellen und -gefäße (Hämotoxine), das Herz (Cardiotoxine), die Gewebe oder die Gerinnung (Koagulanzien) oder an mehreren der genannten Wirkorte. Etwa 600 Schlangenarten sind giftig und von diesen sind rund 50 potenziell tödlich für Menschen. Zur Anzahl der weltweit jährlich durch Giftschlangen verursachten Todesfälle gibt es keine sicheren Angaben, eine Schätzung aus dem Jahr 2008 gab 21.000 bis 94.000 Todesfälle pro Jahr an. In der Medizin werden Schlangengifte und von ihnen abgeleitete Produkte sowohl zur Behandlung von Krankheiten als auch zur Erforschung neuer Wirkstoffe eingesetzt. Daneben dienen sie als Ausgangsstoff zur Herstellung von Gegengiften.

## Natürliche Feinde
Schlangen sind auf vielfältige Weise in Räuber-Beute-Beziehungen eingebunden. Sie sind sowohl Prädatoren als auch Beutetiere. Im Folgenden werden Gruppen von Lebewesen, die für Schlangen eine Gefahr darstellen können, beschrieben.
- Säugetiere: Obwohl sich kein Säugetier auf die Schlangenjagd spezialisiert hat, scheinen sie bei einigen zum gewohnten Nahrungsspektrum zu gehören. Hier sind es vor allem Großkatzen wie zum Beispiel der Leopard. Dieser kann bis zu vier Meter lange Pythons erlegen (wobei ebenso der Python den Leoparden töten kann). Auch kleine Feliden erbeuten gelegentlich ihrer Größe entsprechende Schlangen. Ein besonders bekannter Feind aus der Gruppe der Katzenartigen ist der Mungo, der sich im Kampf mit einer Kobra durch seine Schnelligkeit und sein dickes Fell einem nur geringen Risiko aussetzt, gebissen zu werden. Er ist allerdings nicht gegen ihr Gift resistent. Ebenso zählen Vertreter aus der Familie der Marder zu den natürlichen Feinden. Primaten und Schweine erbeuten und fressen gelegentlich Schlangen, letztere sind hierbei durch ihre dicke Speckschwarte in gewissem Maße vor einer eventuellen Giftwirkung geschützt. Nicht direkt als Feinde, jedoch als Bedrohung in gewissen Situationen sind hier auch die Huftiere aufzuführen. Diese zertreten gelegentlich Schlangen, entweder unbeabsichtigt oder wenn sie ihre Jungen durch diese bedroht sehen.

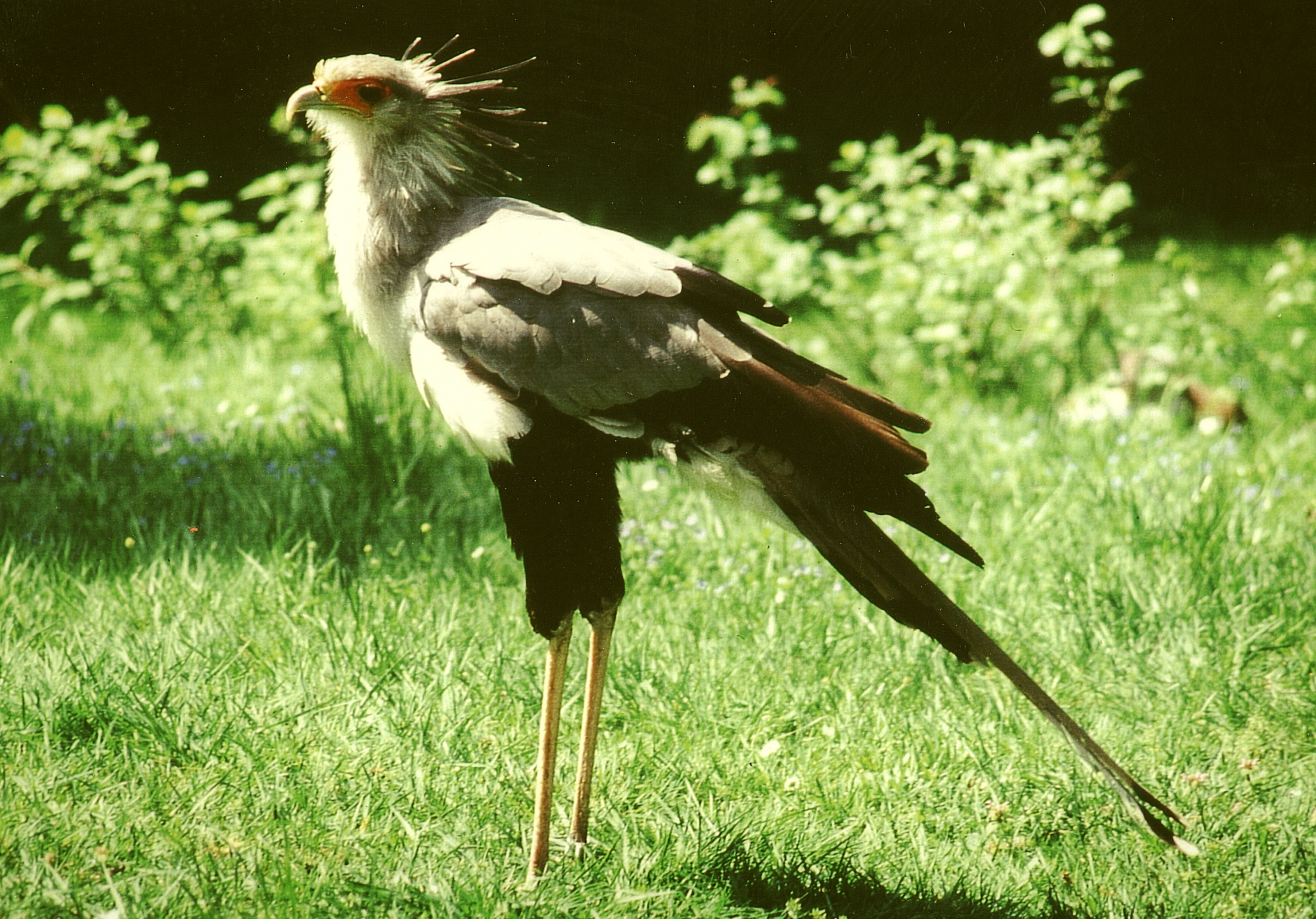
Der Sekretär (Sagittarius serpentarius) ist mit seinen langen, schuppenbesetzten Läufen relativ sicher vor Schlangenbissen.

- Vögel: Zu den schlangenfressenden Vögeln zählen weltweit vor allem Greifvögel. Diese packen die Schlange am Hals und brechen ihr mit einem Ruck die Wirbelsäule. Schlangenadler haben sich auf die Schlangenjagd spezialisiert, ebenso wie der Sekretär, der die Schlange vor sich herjagt und sie mit gezielten Tritten auf den Kopf und ins Genick tötet. Gelegentlich fressen Stelzvögel (wie beispielsweise Störche oder Reiher), Raben, Kuckuck und Nandus Schlangen. Besonders gefährlich für kleinwüchsige und Jungschlangen hingegen sind auch Hühnervögel. Die kleinen Schlangen stellen für sie keine Gefahr dar und passen somit genau in ihr Beutespektrum.
- Reptilien, Amphibien, Fische: In Gewässern fallen Schlangen Alligatoren, Krokodilen oder größeren Schildkröten wie der nordamerikanischen Schnappschildkröte (Chelydra serpentina) zum Opfer. An Land können ihnen größere Echsen wie Warane gefährlich werden. Obwohl Amphibien nicht gezielt Schlangen jagen, werden vor allem kleine Exemplare gelegentlich von größeren Kröten und Fröschen gefressen. Fleischfressende Fische verschiedener Gruppen wie Hechte und Haie können ebenfalls Schlangen erbeuten.
- Andere Schlangen: Einige Arten wie die Halsbandnatter (Diadophis punctatus) oder die Schlingnatter (Coronella austriaca) besitzen kein festgelegtes Nahrungsspektrum. Sie fressen alles, was der Größe nach ihrem Beutespektrum entspricht, darunter auch andere Schlangenarten. Andere Gattungen, wie die amerikanischen Königsnattern (Lampropeltis) oder die asiatische Königskobra (Ophiophagus), haben sich hingegen auf die Jagd anderer Schlangenarten spezialisiert. Auch Kannibalismus kommt vor, wurde aber in Gefangenschaft häufiger beobachtet als in freier Natur. Oftmals fressen hierbei die Adulti die Juvenilen. Die Scharlachnatter (Cemophora coccinea) frisst fast ausschließlich Schlangeneier.
- Wirbellose: Spinnentiere wie zum Beispiel Skorpione, Walzenspinnen, große Webspinnen sowie große Tausendfüßer fressen gelegentlich sehr kleine Schlangen. Winterruhende Schlangen werden ebenfalls gelegentlich von Vertretern einiger Spinnenarten, Bandasseln oder Laufkäfern gefressen. Langsame oder bewegungsunfähige Schlangen (beispielsweise Pythons, die aufgrund einer Verdauungspause verharren müssen) können sogar Beute von Ameisen werden.

## Erkrankungen
Unter Normalbedingungen sind Schlangen relativ unempfindlich gegenüber Krankheitserregern. Bei physiologischen Veränderungen (Häutung, Überwinterung et cetera) oder veränderten Umweltbedingungen bzw. verändertem Mikroklima kann sich das Normalflora-Spektrum (hier der Pilz- und Bakterienflora) aber zu Gunsten von pathogenen Pilzen und Bakterien ändern: Beispielsweise sind Schlangen sehr kälteempfindlich und können unter zu kalten Bedingungen eine Lungenentzündung oder Erkrankungen des Verdauungsapparats bekommen. Auch Wundinfektionen und Hautabszesse können häufiger vorkommen. Wehrt sich ein Beutetier gegen das Verschlingen und verletzt die Schlange am Maul, kann dies zu Stomatitis führen, einer schweren Infektion der Mundhöhle, die tödlich enden kann. Darüber hinaus können Schlangen von verschiedenen Parasiten, wie z. B. Milben, Zecken oder Fadenwürmern, befallen sein.
Pilzerkrankungen (Mykosen) betreffen bei Schlangen vor allem die Haut. Ein Pilz aus der Familie Onygenaceae, Ophidiomyces ophiodiicola, manifestiert sich zunehmend als der Erreger, der für einen Großteil der Hautmykosen bei Schlangen verschiedener Familien verantwortlich zu sein scheint. In Nordamerika wurde diese Pilzkrankheit vermehrt beobachtet und 2017 ist der Pilz auch bei freilebenden Schlangen in Europa nachgewiesen worden. Das Krankheitsbild kann sehr variabel sein, führt in manchen Fällen aber zum Tod des betroffenen Tieres. Entscheidende Faktoren scheinen einerseits der Gesundheitszustand von Schlangen sowie andererseits Umweltbedingungen zu sein (z. B. mildere und feuchtere Winter als Folge des Klimawandels). Bislang ist wenig über den Pilz, seine Verbreitung sowie die Bedeutung für Schlangen bekannt, es wird aber vermutet, dass grundsätzlich alle Schlangenarten anfällig für den Pilz sein könnten.

## Evolution und Systematik

### Stammesgeschichte

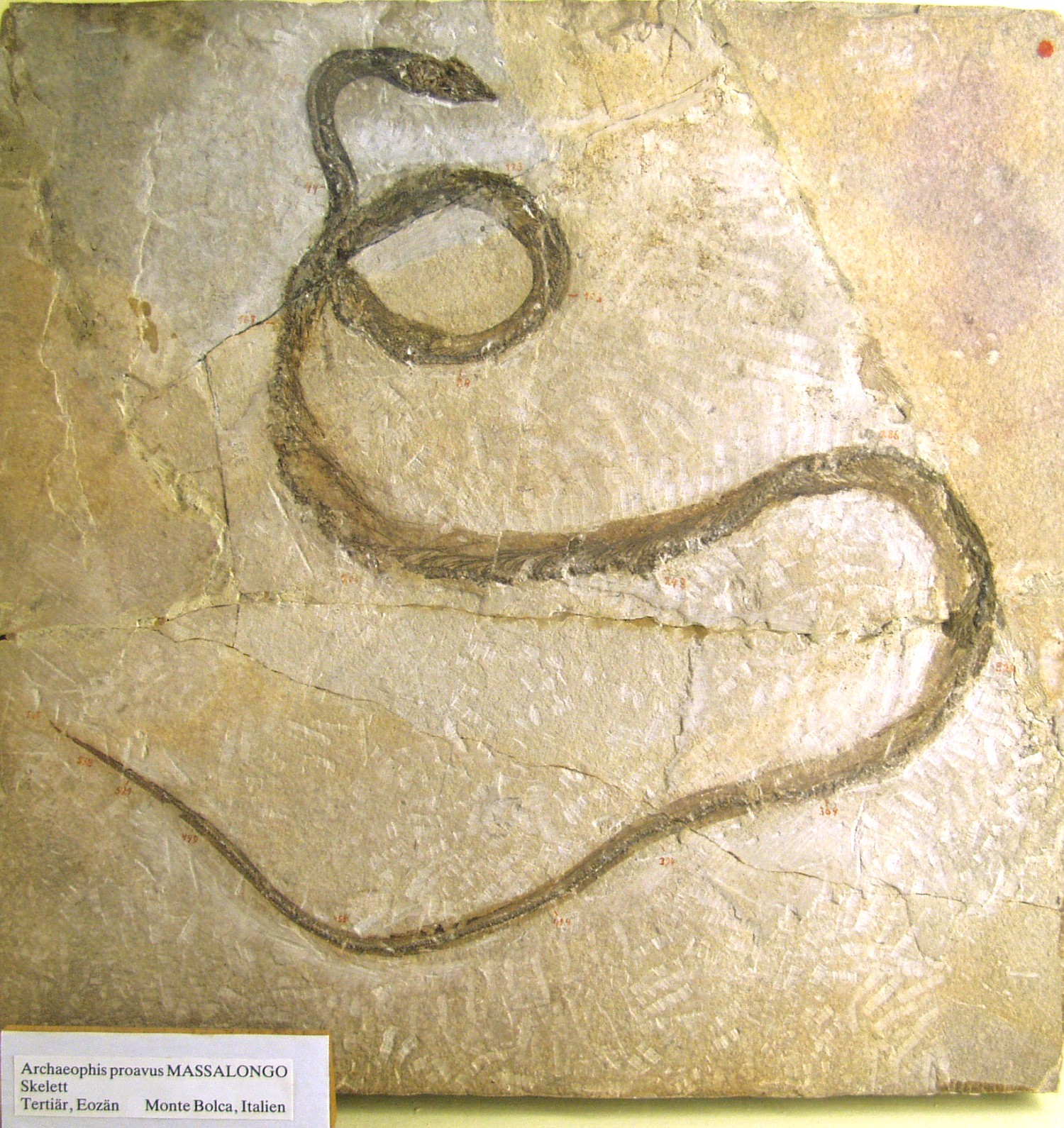
Archaeophis proavus aus dem Eozän, ausgestellt im Berliner Museum für Naturkunde

Die ältesten Fossilfunde von Schlangen stammen aus dem Mitteljura, dem Oberjura und der Unterkreide. Dabei handelt es sich um Eophis underwoodi aus dem Bathonium (vor etwa 167 Millionen Jahren) von England, Portugalophis lignites aus dem Kimmeridgium (157 bis 152 Millionen Jahren) von Portugal, Diablophis gilmorei aus Nordamerika (ebenfalls aus dem Kimmeridgium) und Parviraptor estesi aus dem Berriasium (145 bis 140 Millionen Jahren) von England. Alle hatten noch vier kleine Beine, zeigten aber teilweise schon den typischen Schlangenschädel. Weitere mesozoische Schlangen wurden auf ein Alter von etwa 95 bis 100 Millionen Jahren in die Oberkreide datiert; sie waren den heutigen Schlangen bereits sehr ähnlich. Dabei handelt es sich um verschiedene Skelettfragmente der Art Laparentophis defrennei aus Algerien, Coniophis precedens aus der nordamerikanischen Lance-Formation, sowie Pachyrhachis problematicus im Nahen Osten. Bei letzterem ist man bislang nicht sicher, ob es sich um eine Schlangenart oder um einen Waran mit reduzierten Extremitäten handelt.
Als mögliche Vorfahren werden heute Echsen, wahrscheinlich frühe Waranartige (Varanomorpha), vermutet. Grund für diese Annahme ist der ähnlich aufgebaute Schädel, insbesondere der Aufbau des Unterkiefers, die gespaltene Zunge und die Art des Zahnwechsels, die beispielsweise dem der Krustenechsen (Heloderma) ähnelt. Hinzu kommt die ihnen gemeinsame Reduktion des linken Lungenflügels sowie die Entwicklung eines Jacobson-Organs.

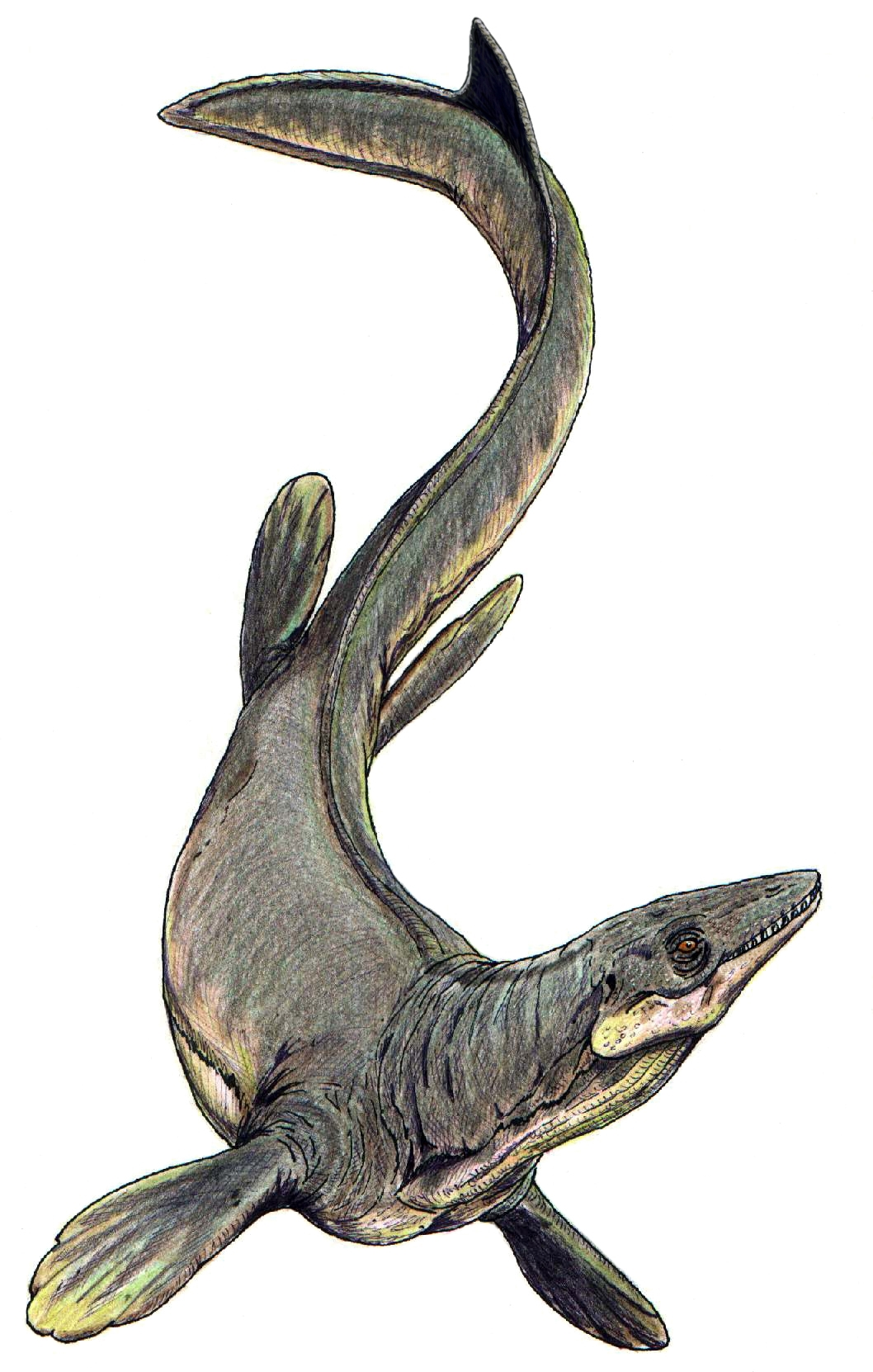
Der Mosasaurier Plioplatecarpus

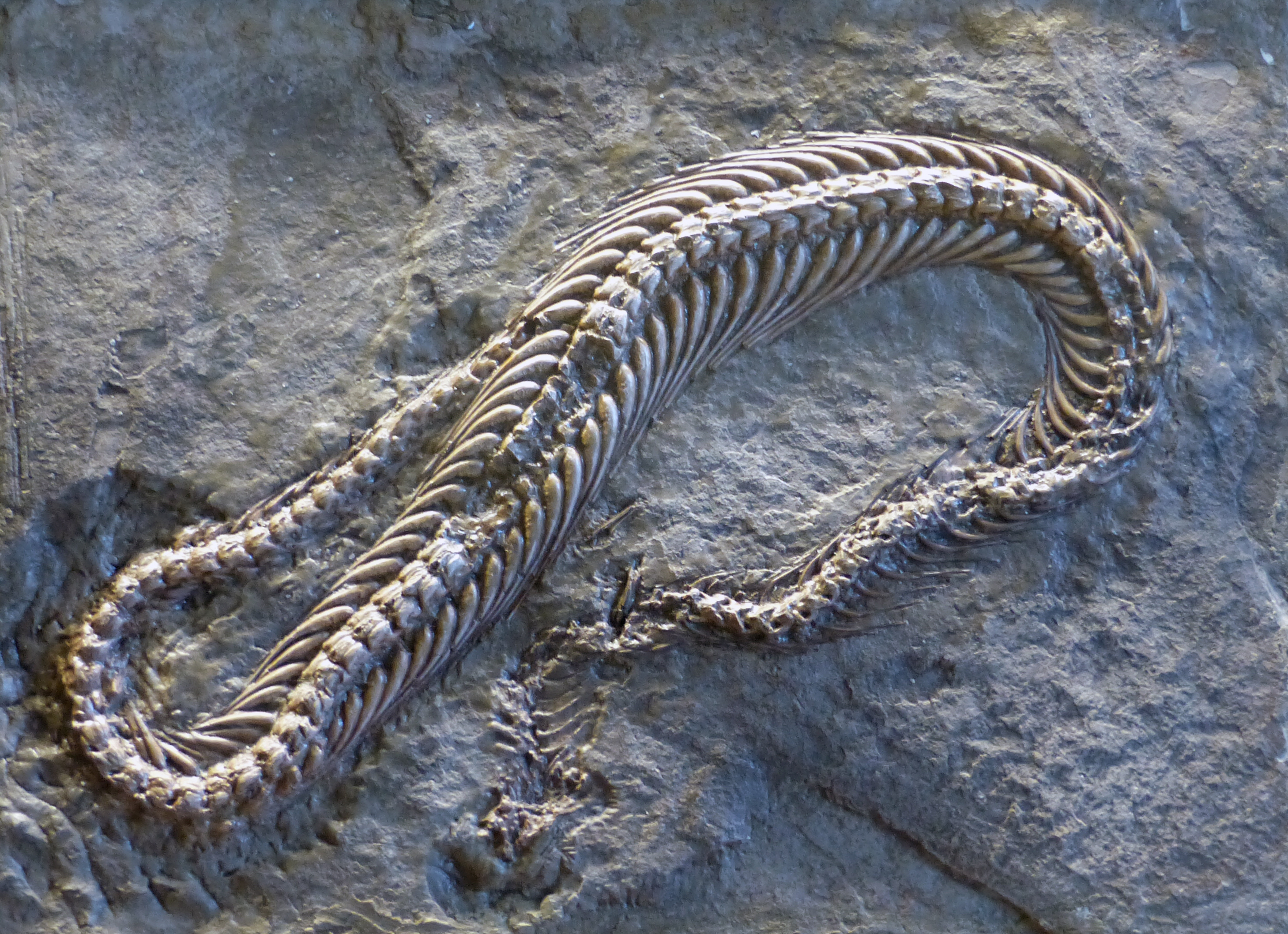
Pachyophis woodwardi aus der unteren Oberkreide von Selista (Herzegowina). Ob es sich um eine der ältesten Schlangen oder um eine Echse mit reduzierten Gliedmaßen handelt, ist strittig. Naturhistorisches Museum Wien.

Alle heute bekannten fossilen Varaniden lebten im Wasser und einige davon auch im Meer. Besonders die Mosasaurier, eine Gruppe mariner, waranartiger Echsen aus der späten Kreide mit zu Flossen rückgebildeten Extremitäten, sowie Pachyophis aus dem heutigen Bosnien-Herzegowina und Pachyrhachis aus dem Nahen Osten werden als den Urahnen der Schlangen nahestehend eingeordnet. Die Theorie, dass diese wasserlebenden Warane allerdings direkte Vorfahren der Schlangen sein sollten, wurde zugunsten einer Theorie aufgegeben, nach der sie eher von im Boden grabenden Formen abstammen. Als Indizien werden vor allem die grabende Lebensweise der ursprünglichsten der heute lebenden Schlangentaxa, der Blindschlangenartigen, sowie die schlangenähnliche Gestalt bei konvergent extremitätenlos evolvierten Wirbeltiergruppen mit grabender Tätigkeit wie den Schleichenlurchen (Gymnophiona) innerhalb der Amphibien und den Schleichen und Doppelschleichen innerhalb der Echsen angegeben.
Die zurzeit favorisierte Theorie besagt, dass die ersten Schlangen halbgrabende und halbaquatile Reptilien waren, die im Schlamm lebten, ähnlich dem rezenten Taubwaran (Lanthanotus borneensis). Die grabende Lebensweise in diesem Substrat wird als Grund dafür angenommen, dass Schlangen ihre in diesem Lebensraum nicht benötigten Extremitäten reduziert haben. Der schlanke, glatte Körperbau stellt eine ideale Anpassung an das Leben unter der Erde dar, da die Tiere sich so nicht verhaken und sich relativ schnell fortbewegen können. Gegraben wurde mit dem Kopf oder einem verstärkten und speziell umgeformten Rostralschild, wie dies beispielsweise rezente Sandboas (Erycinae) oder Blindschlangen wie das Blödauge (Typhlops vermicularis) noch heute tun. Wie alle Schlangen besitzen diese neben modifizierten Kopfschuppen eine verstärkte Schädeldecke sowie spezifische Verwachsungen und Reduktionen des Kopfskeletts, die eine Erhöhung der Stabilität beim Graben bedingen.

### Externe Systematik

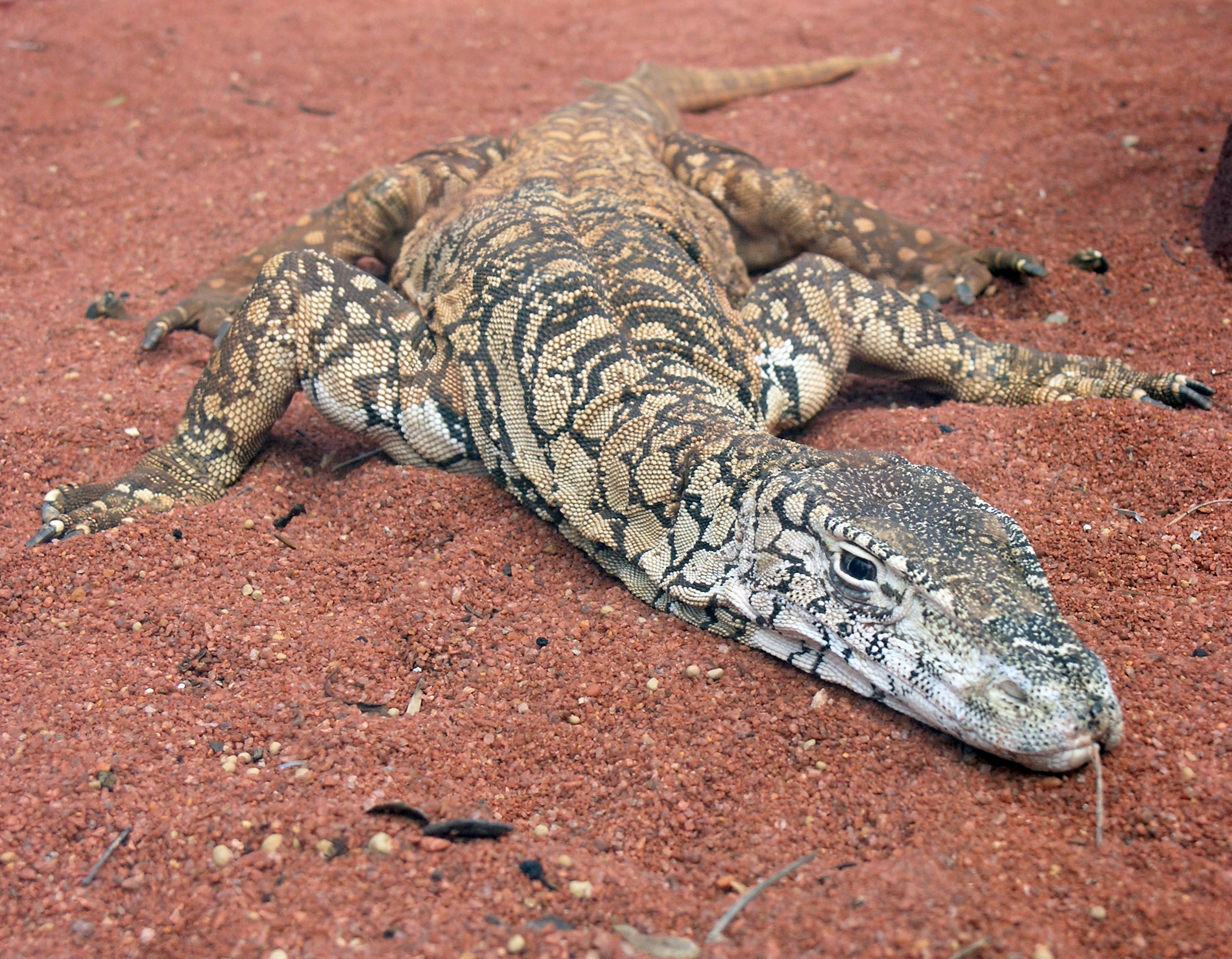
Riesenwaran (Varanus giganteus)

Die Einordnung der Schlangen innerhalb der Schuppenkriechtiere ist bislang nicht vollständig geklärt. In der traditionellen Taxonomie werden die Schlangen als eigene Unterordnung neben den Echsen (Lacertilia) eingeordnet, dies wird jedoch durch neuere Betrachtungen innerhalb der Phylogenetik abgelehnt. Heute gilt als relativ sicher, dass die Schlangen gemeinsam mit den Waranartigen (Varanomorpha) ein Taxon bilden und die Schwestergruppe der rezenten Arten dieser Echsen (Varanoidea) darstellen oder sogar als Pythonomorpha innerhalb der Waranartigen als Schwestergruppe der Warane geführt werden. Warane und Schlangen werden wiederum nach aktueller Auffassung gemeinsam mit den Schleichen (Anguidae) und Höckerechsen (Xenosauridae) zu den Schleichenartigen (Anguimorpha) zusammengefasst.
| N.N. | \| \| Varanoidea (Krustenechsen, Taubwarane, Warane) \| \| \| \| \| \| Schlangen \| \| \| \| |
|      | \| \| Varanoidea (Krustenechsen, Taubwarane, Warane) \| \| \| \| \| \| Schlangen \| \| \| \| |
|      | Schleichen, Höckerechsen                                                                     |
|      |                                                                                              |
|      | Varanoidea (Krustenechsen, Taubwarane, Warane)                                               |
|      |                                                                                              |
|      | Schlangen                                                                                    |
|      |                                                                                              |

|  | Varanoidea (Krustenechsen, Taubwarane, Warane) |
|  |                                                |
|  | Schlangen                                      |
|  |                                                |

Die klassische Unterordnung der Echsen ist entsprechend in Bezug auf die Schlangen als Formtaxon oder paraphyletische Gruppe zu betrachten, während die Schlangen selbst eine natürliche Gruppe (monophyletisches Taxon) bilden.

### Interne Systematik
Osteologische Untersuchungen fossiler und rezenter Taxa ergaben, dass die heutigen Schlangen in zwei große Linien zerfallen: Die Blindschlangenartigen (Scolecophidia) einerseits und die echten Schlangen (Alethinophidia) andererseits.
Nach heutigem Wissensstand sind etwa 3.000 verschiedene Schlangenarten bekannt. Bei vielen besteht Uneinigkeit, ob sie als Unterart oder als eigenständige Art anerkannt werden sollen, zudem werden regelmäßig neue Arten entdeckt. Aus diesen Gründen differiert die in der Literatur angegebene Anzahl teilweise sehr stark. Auch innerhalb der einzelnen Taxa führen regelmäßig Revisionen zu Veränderungen, wodurch weitere Differenzen in der Literatur entstehen.
Die im folgenden wiedergegebene Systematik richtet sich weitgehend nach der Reptile Database, ergänzt um einige ranglose Kladen aus verschiedenen phylogenetischen Untersuchungen.
- Scolecophidia[26]
  - Familie Amerikanische Blindschlangen (Anomalepididae)
  - Überfamilie Blindschlangenartige (Typhlopoidea)
    - Familie Gerrhopilidae
    - Familie Schlankblindschlangen (Leptotyphlopidae)
      - Unterfamilie Leptotyphlopinae
      - Unterfamilie Epictinae

    - Familie Blindschlangen (Typhlopidae)
    - Familie Xenotyphlopidae

  - Alethinophidia[26]
    - Familie Xenophidiidae[27]
    - Amerophidia[26]
      - Familie Korallenrollschlange (Aniliidae)
      - Familie Erdboas (Tropidophiidae)

    - Afrophidia[26]
      - Henophidia[28]
        - Überfamilie Uropeltoidea
          - Familie Wühlschlangen (Anomochilidae)
          - Familie Walzenschlangen (Cylindrophiidae)
          - Familie Schildschwänze (Uropeltidae)

        - Constrictores[29]
          - Familie Bolyerschlangen (Bolyeriidae)
          - Überfamilie Booidea
            - Familie Boas (Boidae)
              - Unterfamilie Boaschlangen (Boinae)
              - Unterfamilie Zwergboas (Ungaliophiinae)
              - Unterfamilie Erdpythons (Calabariinae) (oder Familie Calabariidae[30])
              - Unterfamilie Pazifik-Boas (Candoiinae) (oder Familie Candoiidae[30])
              - Unterfamilie Charininae (oder Familie Charinidae[30])
              - Unterfamilie Sandboas (Erycinae) (oder Familie Erycidae[30])
              - Unterfamilie Madagaskarboas (Sanziniinae) (oder Familie Sanziniidae[30])

          - Überfamilie Pythonoidea
            - Familie Xenopeltidae
            - Familie Spitzkopfpython (Loxocemidae)
            - Familie Pythons (Pythonidae)

      - Caenophidia[26]
        - Familie Warzenschlangen (Acrochordidae)
        - Colubroides[26]
          - Familie Höckernattern (Xenodermatidae)
          - Familie Pareidae
          - Familie Vipern (Viperidae)
            - Unterfamilie Fea-Vipern (Azemiopinae)
            - Unterfamilie Grubenottern (Crotalinae)
            - Unterfamilie Echte Vipern (Viperinae)

          - Familie Wassertrugnattern (Homalopsidae)
          - Überfamilie Elapoidea
            - Familie Erdvipern (Atractaspididae)
            - Familie Cyclocoridae
            - Familie Giftnattern (Elapidae)
              - Unterfamilie Echte Giftnattern (Elapinae)
              - Unterfamilie Laticaudinae
              - Unterfamilie Seeschlangen und australoasiatische Giftnattern (Hydrophiinae)

            - Familie Lamprophiidae
            - Familie Micrelapidae[31]
            - Familie Prosymnidae
            - Familie Scheinvipern (Psammodynastidae)[32]
            - Familie Psammophiidae
            - Familie Pseudaspididae
            - Familie Pseudoxyrhophiidae

          - Überfamilie Colubroidea
            - Familie Nattern (Colubridae)
              - Unterfamilie Ahaetullinae
              - Unterfamilie Calamariinae
              - Unterfamilie Colubrinae
              - Unterfamilie Grayiinae
              - Unterfamilie Sibynophiinae
              - Unterfamilie Dipsadinae (oder Familie Dipsadidae[33])
              - Unterfamilie Wassernattern (Natricinae) (oder Familie Natricidae[33])
              - Unterfamilie Pseudoxenodontinae (oder Familie Pseudoxenodontidae[33])

## Symbolik und Mythologie
Der Buchstabe S steht sowohl wegen seiner Form als auch wegen des Zischlautes als Symbol für die Schlange.

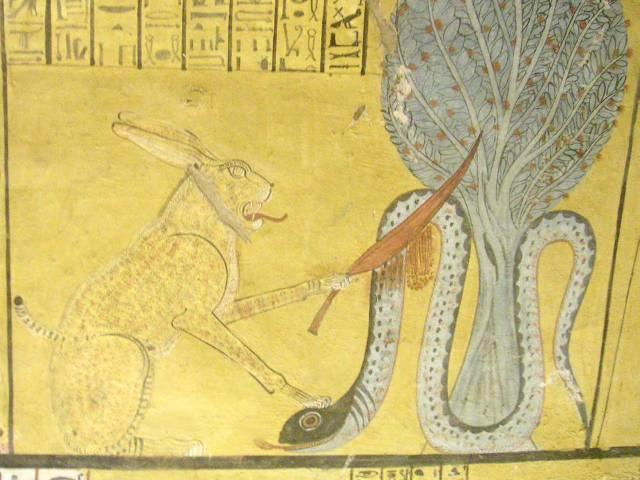
Die Katze des Re schneidet Apophis den Kopf ab

### Ägypten
Im vordynastischen Ägypten wurde die Schlangengöttin Wadjet angebetet. Ihr Symbol war der Uräus. Des Weiteren kannten die Alten Ägypter Mehen, einen Schlangengott, der nachts den Sonnengott Re bei seiner Nachtfahrt durch die Unterwelt schützend umgab. Seit dem Mittleren Reich ist auch der Glaube an den Gott Apophis belegt. Der als riesige Schlange dargestellte Gott war die Verkörperung von Auflösung, Finsternis und Chaos und zugleich der große Widersacher des Sonnengottes Re.

### Naher Osten
Im Vorderen Orient, in der Levante, im Bereich des Goldenen Halbmondes, in der Mykenischen Kultur und vielen anderen Kulturräumen Westasiens besaßen Schlangenkulte in Epipaläolithikum und Jungsteinzeit große Bedeutung. Jede Gottheit stand in Verbindung mit Schlangendarstellungen besonders auf Reliefs und Keramiken.

### Bibel

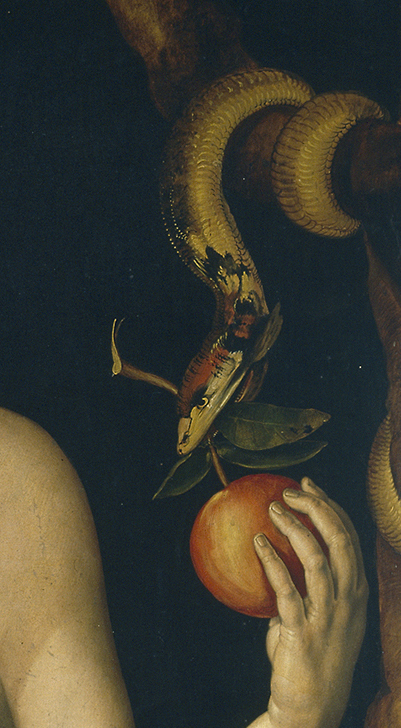
Die Schlange überreicht Eva die verbotene Frucht. Ausschnitt aus Dürers Adam und Eva (1507)

Nach allgemeiner Ansicht ist die Schlange in der Bibel weitestgehend ein Sinnbild des Teufels. In der Geschichte vom Paradies (1. Buch Mose 3) des Alten Testaments ist die Schlange Sinnbild der Versuchung und Verführung zum Bösen; sie weckt Zweifel an Gottes Güte und verführt Eva, vom „Baum der Erkenntnis des Guten und des Bösen“ zu essen. Martin Luther übersetzt das hebräische Wort da’at mit ‚Erkenntnis‘ im Sinne von „Allwissenheit“: der Mensch will sein wie Gott und macht sich zum Herrn über „Gutes und Böses“, das heißt über alles. In einigen gnostizistischen Sekten wurden Eva und die Schlange für das den Menschen zur Verfügung gestellte Wissen verehrt (wobei sie dort manchmal auch als männlicher Begleiter Evas, Ophion, dargestellt wurde).
Als das Volk Israel durch die Wüste wandert, wird es von Schlangen geplagt (4. Buch Mose 21); Mose soll eine Eherne Schlange aufrichten, und jeder, der zu ihr aufschaut, soll bewahrt bleiben. Hier erscheint die Schlange (wie für die Christen das Kreuz) als Heilszeichen.
In 2. Buch der Könige 18,4 wird berichtet, dass diese eherne Schlange, als „Nehuschtan“ bezeichnet, bis in die Zeit des Königs Hiskia aufbewahrt wurde; weil sie aber kultisch verehrt wurde, wurde sie durch Hiskia zerschlagen.
Auch wenn Jesus seinen Jüngern empfiehlt: „Seid klug wie die Schlangen und ohne Falsch wie die Tauben!“ (Matthäus 10,16), bleibt im Buch der Offenbarung des Johannes die Schlange dennoch eindeutig ein Bild des Bösen: „Und er ergriff den Drachen, die alte Schlange, die der Teufel und der Satan ist.“ (Offenbarung 20,2 ).

### Indien
Im indischen Volksglauben wird die Schlangengöttin Manasa verehrt, die die Menschen vor Giftschlangen schützt. In den indischen Schöpfungsmythen gibt es den Schlangenkönig Ananta-Shesha, der zwischen zwei Weltzeitaltern auf dem Grund des Urozeans ruht. Unter dem Namen Vasuki hilft derselbe Schlangenkönig, den Milchozean zu quirlen, um den Unsterblichkeitstrank zu erhalten. Die giftige Schlange Kaliya wird von Krishna besiegt, der auf ihren abgeschlagenen Köpfen tanzend Flöte spielt. Anlässlich dieses Sieges wird Krishna alljährlich mehrere Tage lang gefeiert. Dabei werden für die Schlangen, die als Symbol für Lebensenergie gelten, an den Tempeln Milch- und Reisopfergaben dargebracht und die Schlangenbeschwörer, die auf ihrer Pungi blasen, erhalten Almosen.

### China
In China galt die Schlange als Symbol für Schlauheit, Bosheit und Hinterlist. Sie zählt zu den fünf Gifttieren. Sie findet sich als 6. Zeichen 蛇,  shé in den zwölf Erdzweigen.

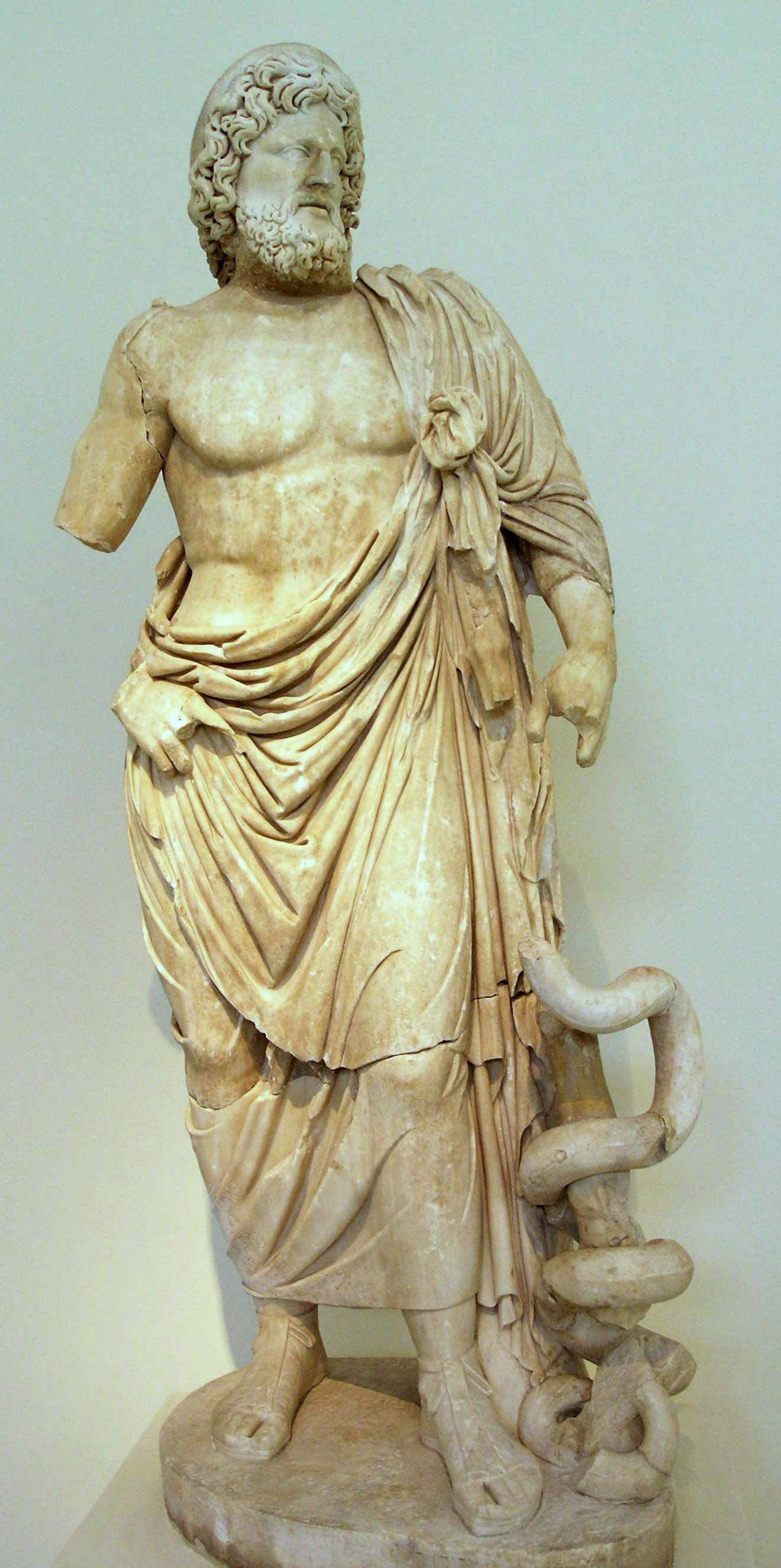
Asklepios, der griechische Gott der Heilkunst mit seinem Stab, der von einer Äskulapnatter umschlungen wird

### Antikes Griechenland
Im antiken Griechenland galt die Schlange als heilig. Da sie sich durch die regelmäßige Häutung in den Augen der Menschen unendlich oft erneuern konnte, hielt man sie für unsterblich. Dieser aus der menschlichen Sicht ständige Akt der Verjüngung und die Tatsache, dass den Schlangen Heilkräfte zugesagt wurden, machten die Schlange schließlich zum Symbol für den Stand der Mediziner. Bis heute hat sie sich im Zeichen des Äskulapstabes gehalten, den man auch, stark vereinfacht, heute in einigen Apothekenzeichen wiederfindet. Ebenso wurde der Schlange Hellsichtigkeit nachgesagt, weshalb sie eines der Tiere der Göttin Gaia war. Laut Hesiod war Gaia Pelope einer der vielen Namen der Erdgöttin Gaia. Im Orakel von Delphi taten Schlangenpriesterinnen (Pythea) ihren Dienst. Nicht nur in der jüdisch-christlichen Tradition gab es einen von einer Schlange bewachten Baum: In der altgriechischen Vorstellung stand im Garten der Hesperiden der lebensspendende Apfelbaum, der der Göttin Hera von Gaia geschenkt worden war und von der Schlange Ladon bewacht wurde.

### Italien
In Italien war der Stamm der Marser bekannt als Schlangenverehrer und Schlangenzähmer. Bereits vor 3000 Jahren wurde von ihnen Angitia, die Göttin der Schlangen und der Gifte, verehrt. Noch heute findet in dem kleinen Ort Cocullo in den Abruzzen Anfang Mai eine Schlangenprozession („la festa dei serpari“) zu Ehren des Dominikus von Sora statt. Zahlreiche lebendige Schlangen umwinden hierbei die hölzerne Figur des Heiligen.

### Nördliches Europa
In der germanischen Mythologie spielt die Midgardschlange, die die Welt umspannt, zugleich aber das Göttergeschlecht der Asen bedroht, eine wichtige Rolle.
In der heidnischen Religion der Balten spielten Schlangen ebenso wie Kröten eine erhebliche Rolle. Jede Familie schätzte sich glücklich, wenn sich eine Ringelnatter an der Feuerstelle, im Badehaus oder unter der Handmühle niederließ. Man fütterte sie wie ein Haustier mit Eiern und Milch und beobachtete gewissenhaft, ob sie das Futter auch annahm. Für Litauen sind Schlangenbeschwörer, Zaltones (zu lit. žaltys »Ringelnatter«), überliefert.

### Nord- und Mittelamerika
Bei den nordamerikanischen Indianern spielen die Klapperschlangen (Crotalus) eine bedeutende Rolle in Mythos, Sage, Religion und Volkskunst. Manche Stämme fürchteten sie als Unheilsbringer, viele Stämme töteten keine Klapperschlangen. Man glaubte, die Anzahl der Ringe an der Schwanzrassel zeige die Anzahl der getöteten Opfer an. Die Hopi-Indianer betrachten die Klapperschlangen als Götterboten und benützen sie zu einem Regenbeschwörungsritual, der am besten bekannten indianischen Zeremonie des Schlangentanzes. Bei den Cahuilla durfte kein Gebissener einer schwangeren Frau nahekommen, eine gebissene Schwangere gebar angeblich ein Kind mit einer (selbstverständlich unsichtbaren) Schlangenhaut. Die Schwanzrasseln wurden häufig als Amulette verwendet, mit dem Gift der Klapperschlangen wurden Pfeilspitzen imprägniert.
In einigen Kulturen Mittelamerikas ist der Ouroboros heute eine lebendige Gottheit. Das archetypische Motiv Ouroboros wird häufig mit ein oder zwei sich in den Schwanz beißenden Schlangen dargestellt und symbolisiert die Unendlichkeit.

### Australien
Die Regenbogenschlange verkörpert in den Mythen der australischen Aborigines den Ur-Zustand der Natur im Zustand der Traumzeit und herrscht über ihre gleichermaßen lebensspendenden und verschlingenden Aspekte, insbesondere behütet sie das Wasser.